# Kopenhagen

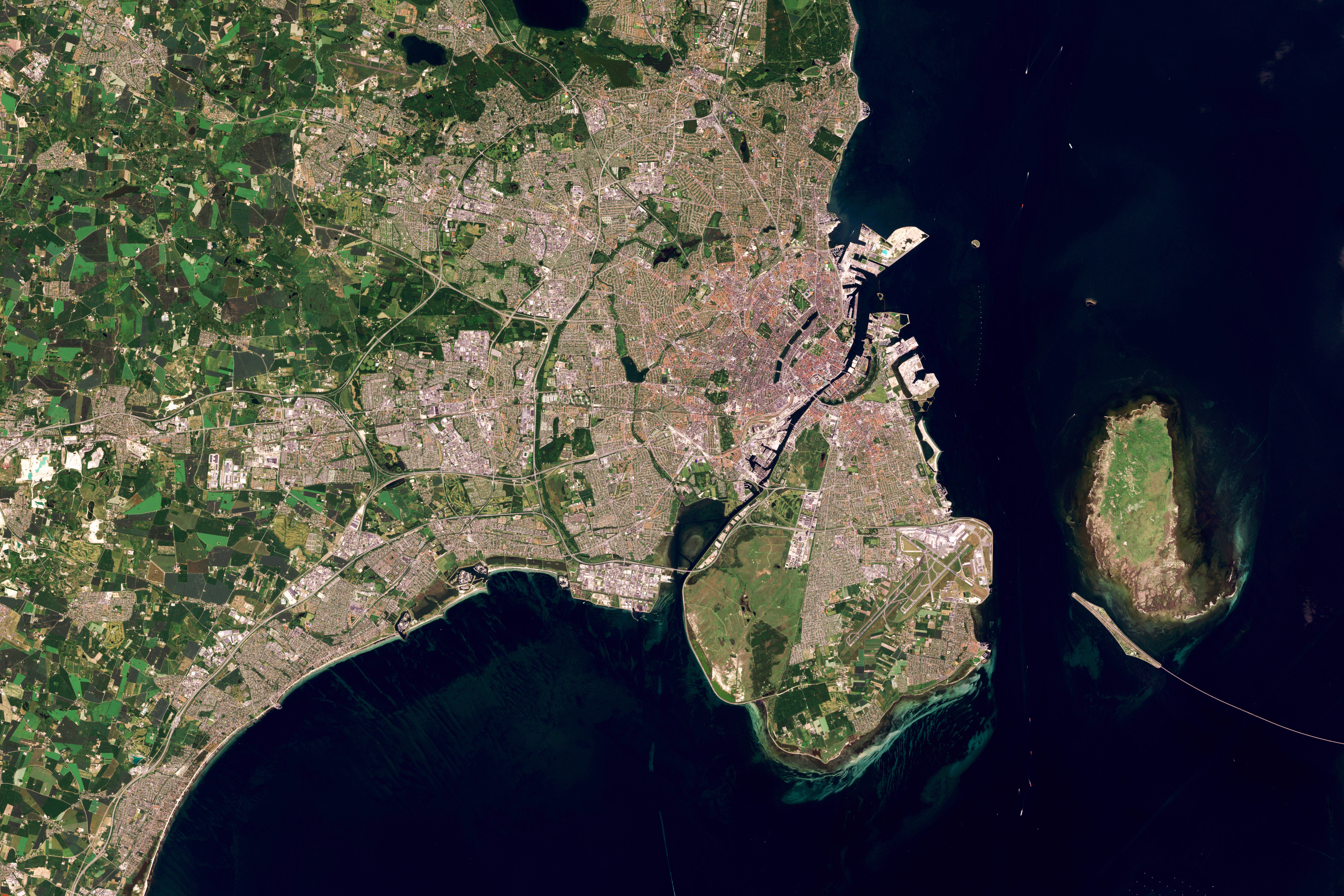
Satellitenbild

Kopenhagen (dänisch Københavnⓘ [kʰøb̥m̩ˈhɑʊ̯ˀn], in bis ins 19. Jahrhundert gültiger Rechtschreibung Kjøbenhavn) ist die Hauptstadt Dänemarks und das kulturelle und wirtschaftliche Zentrum des Landes. Die Stadt ist Sitz von Parlament (Folketing), höchstem Gericht (Højesteret), Regierung sowie Residenz des dänischen Königs Frederik X.
Die dänische Hauptstadt gehört zu den bedeutendsten Metropolen Nordeuropas, ist ein beliebtes Reiseziel und Seehafenstadt. Die Kommune Kopenhagen (Københavns Kommune) hat 667.099 Einwohner, die Hauptstadt im formalen Sinne (bestehend aus den Kommunen Kopenhagen, Frederiksberg und Gentofte) 848.015 Einwohner. Kopenhagen ist Teil der dänischen Verwaltungsregion Region Hovedstaden und der binationalen Metropolregion Öresundregion.
Die Stadt gilt als eine der Städte mit der größten Lebensqualität weltweit. In der Städteplatzierung des Beratungsunternehmens Mercer belegte sie im Jahr 2024 unter 241 Großstädten weltweit den vierten Platz in dieser Rubrik. In dem von der Economist Group herausgegebenen Global Liveability Index belegt Kopenhagen 2023 Platz 2 der lebenswertesten Städte der Welt.
Im Ballungsraum Kopenhagen (Hovedstadsområdet) beträgt die Einwohnerzahl 1.396.508 (Stand: 1. Januar 2025).

## Ortsname
Im Mitteldänischen hieß die Stadt Køpmannæhafn, was mit „Kaufmannshafen“ bzw. „Hafen der Kaufleute“ zu übersetzen ist und damit die Bedeutung der Kaufleute im Mittelalter ausdrückt. Im Jahr 1043 wurde der Ort erstmals als Havn erwähnt – parallel zur latinisierten Namensform Hafnia für „Hafen“.
Auf Isländisch heißt die Stadt heute noch Kaupmannahöfn sowie Keypmannahavn in färöischer Sprache; auf Schwedisch lautet der Name Köpenhamn und auf Finnisch Kööpenhamina. Dem deutschen und niederländischen Exonym Kopenhagen entsprechen englisch Copenhagen, französisch, spanisch und portugiesisch Copenhague, polnisch Kopenhaga und estnisch Kopenhaagen; auf Tschechisch und Slowakisch lautet der Name Kodaň.
Der Asteroid (13586) Copenhagen sowie das chemische Element 72 Hafnium wurden nach der Stadt benannt.

## Geografie

### Lage

Die Stadtteile der Kommune Kopenhagen (seit 2007) sind schwarz unterlegt

Das Stadtgebiet von Kopenhagen verteilt sich über mehrere Inseln. Der größere westliche Teil liegt an der Ostküste Seelands (Sjælland), des größten dänischen Eilands in der Ostsee wie auch Dänemarks größter Insel (ohne Berücksichtigung Grönlands). Zum östlichen Stadtgebiet gehört eine Ansammlung kleinerer sogenannter Holme und die Nordhälfte von Amager. Kopenhagen und das im schwedischen Schonen gelegene Malmö sind durch die Meeresenge Öresund voneinander getrennt.

### Geologie

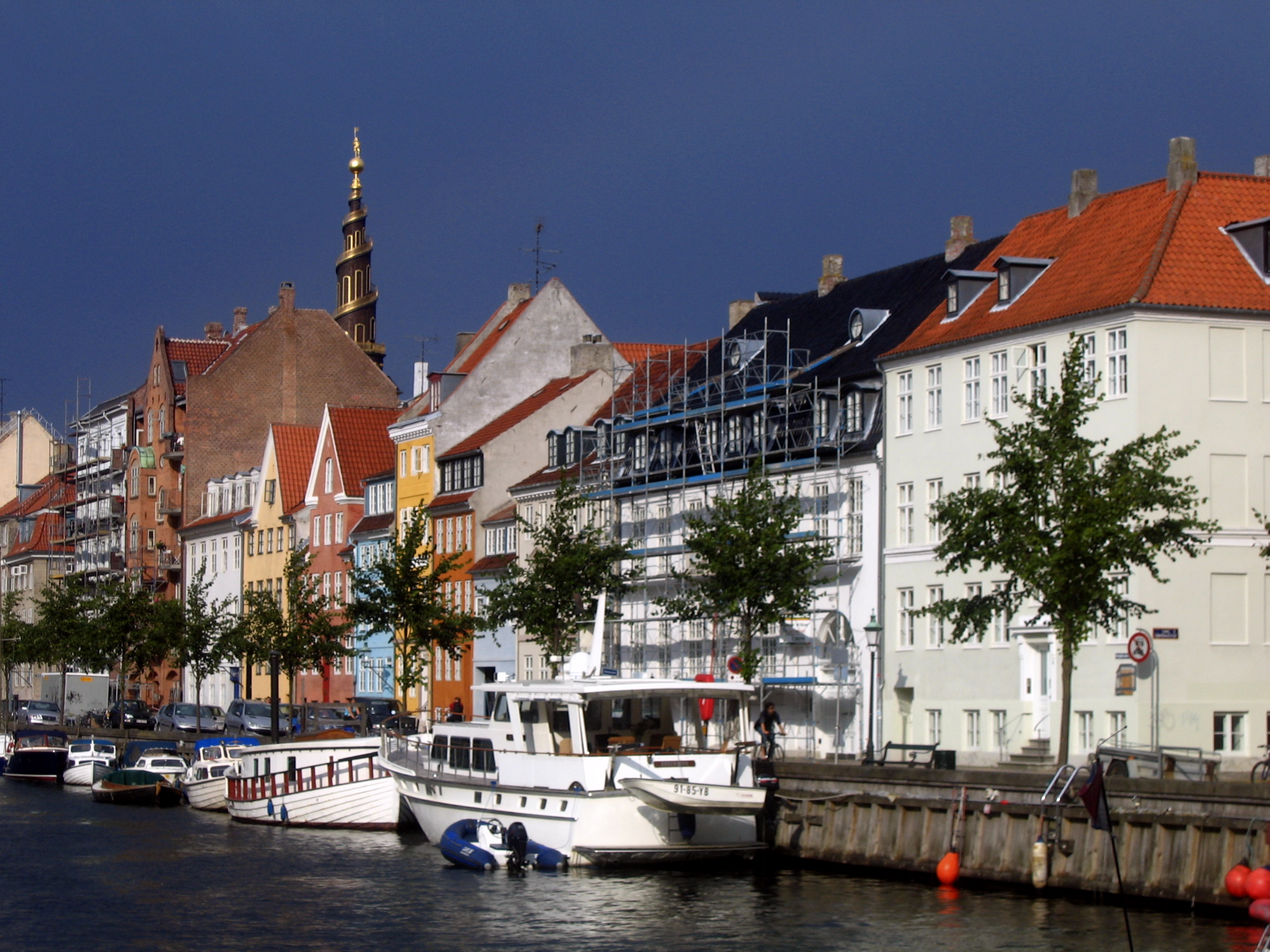
Der Stadtteil Christianshavn

Geologisch befindet sich die gesamte Stadt auf der känozoisch-eiszeitlichen Grundmoränenlandschaft, die weite Teile Dänemarks einnimmt.
Bei Kopenhagen ruht die Moräne auf relativ hoch gelegenem Kalkstein, der aus Kreidekalkstein der Oberkreide (Maastricht) besteht und beim Bau der Metro erhebliche Probleme mit sich brachte.

### Klima
|                        | Jan  | Feb  | Mär  | Apr | Mai  | Jun  | Jul  | Aug  | Sep  | Okt  | Nov | Dez  |   |      |
| Mittl. Temperatur (°C) | 0,1  | −0,1 | 2,0  | 5,7 | 10,9 | 15,1 | 16,4 | 16,3 | 13,2 | 9,5  | 5,1 | 1,8  | ⌀ | 8    |
| Mittl. Tagesmax. (°C)  | 1,9  | 2,0  | 4,8  | 9,5 | 15,0 | 19,2 | 20,4 | 20,3 | 16,7 | 12,1 | 7,1 | 3,7  | ⌀ | 11,1 |
| Mittl. Tagesmin. (°C)  | −2,0 | −2,4 | −0,6 | 2,3 | 7,2  | 11,3 | 12,9 | 12,6 | 9,8  | 6,7  | 2,7 | −0,5 | ⌀ | 5    |
|                        |      |      |      |     |      |      |      |      |      |      |     |      |   |      |
| Niederschlag (mm)      | 46   | 30   | 39   | 39  | 42   | 52   | 68   | 64   | 60   | 56   | 61  | 56   | Σ | 613  |
|                        |      |      |      |     |      |      |      |      |      |      |     |      |   |      |
| Sonnenstunden (h/d)    | 1,5  | 2,4  | 3,5  | 5,6 | 7,0  | 7,3  | 6,5  | 6,2  | 4,4  | 2,9  | 1,8 | 1,4  | ⌀ | 4,2  |
|                        |      |      |      |     |      |      |      |      |      |      |     |      |   |      |
| Regentage (d)          | 10   | 8    | 9    | 8   | 8    | 8    | 10   | 10   | 10   | 9    | 12  | 11   | Σ | 113  |
|                        |      |      |      |     |      |      |      |      |      |      |     |      |   |      |
| Wassertemperatur (°C)  | 3    | 2    | 3    | 5   | 9    | 14   | 16   | 16   | 14   | 12   | 8   | 5    | ⌀ | 9    |
|                        |      |      |      |     |      |      |      |      |      |      |     |      |   |      |
| Luftfeuchtigkeit (%)   | 86   | 84   | 82   | 76  | 68   | 65   | 72   | 76   | 79   | 84   | 86  | 88   | ⌀ | 78,8 |

| −2,0 |

| −2,4 |

| −0,6 |

| 2,3 |

| 7,2 |

| 11,3 |

| 12,9 |

| 12,6 |

| 9,8 |

| 6,7 |

| 2,7 |

| −0,5 |

| −2,0 |

| −2,4 |

| −0,6 |

| 2,3 |

| 7,2 |

| 11,3 |

| 12,9 |

| 12,6 |

| 9,8 |

| 6,7 |

| 2,7 |

| −0,5 |

## Definitionen
Es ist zu unterscheiden zwischen der Kommune Kopenhagen, der Verwaltungsregion Region Hovedstaden, dem Landsdel Byen København, der „Hauptstadt“, dem Besiedlungsgebiet Hauptstadt, dem Planungsgebiet Hauptstadt und mehreren unterschiedlichen Bedeutungen von Groß-Kopenhagen:
- Die 86,2 km² große[5] Kommune Kopenhagen (dän. Københavns Kommune) (Eurostat-Ebene LAU-1) besteht seit 2007 aus zehn Stadtteilen: Indre By, Vesterbro/Kongens Enghave, Nørrebro, Østerbro, Amager Øst, Amager Vest, Valby, Bispebjerg, Vanløse und Brønshøj-Husum. Die reformierten Verwaltungsgrenzen berücksichtigen nicht mehr einige traditionelle oder stadtbaulich wahrzunehmende Viertel: Amager, Islands Brygge, Ørestad, Christianshavn, Vesterbro und Kongens Enghave (auch Sydhavnen genannt).
- Die Verwaltungsregion Region Hovedstaden (Eurostat-Ebene NUTS-2) entstand mit der Kommunalreform vom 1. Januar 2007 und umfasst die ehemaligen Kreise Københavns Amt und Frederiksborg Amt sowie die Kommunen Kopenhagen, Frederiksberg und Bornholm.
- Der Landsdel Byen København (dt. Landesteil Kopenhagen-Stadt) (Eurostat-Ebene NUTS-3) umfasst die Kommunen Kopenhagen, Frederiksberg, Dragør und Tårnby. Das bedeutet ein Gebiet von 179,3 km² mit 831.423 Einwohnern (4.637 Ew./km²) (Stand: 1. Januar 2025). Der Landsdel Københavns omegn (dt. Landesteil Kopenhagen-Umland) umfasst die Kommunen Albertslund, Ballerup, Brøndby, Gentofte, Gladsaxe, Glostrup, Herlev, Hvidovre, Høje-Taastrup, Ishøj, Lyngby-Taarbæk, Rødovre und Vallensbæk mit 582.097 Einwohnern auf 342,3 km² (1.700,5 Ew/km²)
- Die drei Kommunen Kopenhagen, Frederiksberg und Gentofte werden als „Hauptstadt“ (Hovedstaden)[6] zusammengefasst und haben zusammen eine Fläche von 120,5 km².[5] (Flächenangaben von 2014)
- Als Hovedstadsområdet (etwa: „Hauptstadtgebiet“) wird das zusammenhängende Siedlungsgebiet (byområde) bezeichnet, das sich um die Kommunen Kopenhagen und Frederiksberg seit Mitte des 20. Jahrhunderts gebildet hat. Es bildet keine eigenständige Verwaltungseinheit, sondern ist lediglich eine wichtige statistische Größe. Danmarks Statistik erweiterte Hovedstadsområdet zuletzt 2007 um Ishøj und Greve Strand.
- Kopenhagen ist Teil der Planungsregion „Hauptstadtgebiet“ (das ebenfalls im Dänischen Hovedstadsområdet genannt wird). Ihre geografische Abgrenzung wurde im zurückliegenden halben Jahrhundert in dem Maße angepasst, wie sich die Verflechtung der Metropole mit ihrem Umland intensivierte. Hovedstadsområdet erstreckt sich heute auf den gesamten Osten der Insel Seeland; er ist gleichzeitig Tarifbereich des ÖPNV-Betreibers Movia.
- Der Begriff Storkøbenhavn (Groß-Kopenhagen) bezieht je nach Kontext diverse Vororte der Hauptstadt mit ein.

- Kopenhagen bildet das wirtschaftliche Zentrum der grenzüberschreitenden Metropolregion namens Öresundregion. Diese besteht aus Region Hovedstaden, Region Sjælland und der südschwedischen Provinz Schonen mit insgesamt 3,88 Mio. Einwohnern.

## Geschichte

### Mittelalter und Neuzeit

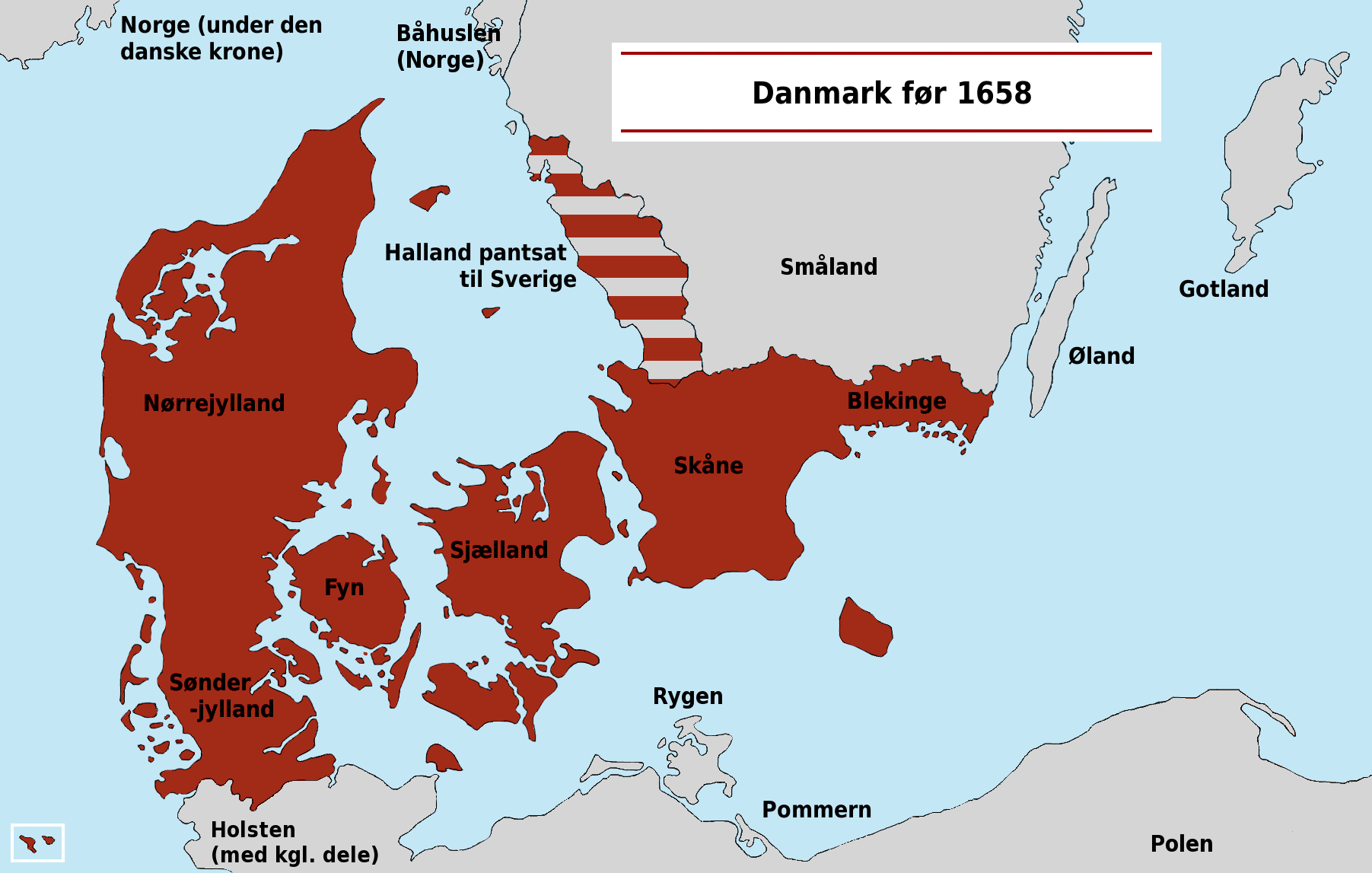
Dänemark bis 1658: Durch die Abtretung Schonens an Schweden wurde Kopenhagen 1658 zur Grenzstadt.

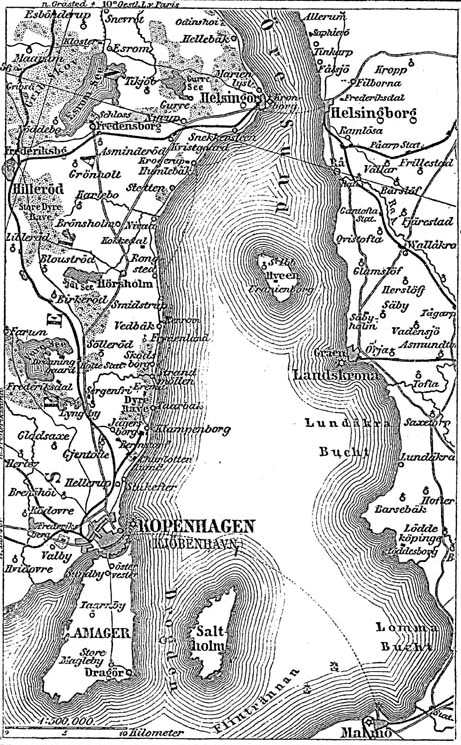
Umgebung Kopenhagens um 1888

Absalon, der Bischof von Roskilde und spätere Erzbischof von Lund, erhielt etwa 1160 als königliches Lehen die Fischersiedlung Havn („Hafen“) am Öresund mit einem kleinen Handelshafen nach Schonen und Amager, den er ausbauen ließ und der den Namen Køpmannæhafn („Kaufmännerhafen“) erhielt. Um 1167 ließ er auf der Schlossinsel eine Burg errichten, die spätere Christiansborg, um den Hafen zu sichern. Nicht zuletzt die günstige Lage ungefähr halbwegs zwischen dem wichtigen Bischofssitz in Roskilde und dem skandinavischen Erzbischofssitz in Lund (damals dänisch) war von entscheidender Bedeutung. 1254 erhielt das junge Kopenhagen von Bischof Jakob Erlandsen sein erstes Stadtrecht. Die Burg gelangte unter Waldemar dem Großen in den Besitz der dänischen Krone, doch Stadtherr blieb der Bischof von Roskilde. Unter Waldemar IV. Atterdag wurde die Stadt im Zweiten Waldemarkrieg 1362 und 1368 als unliebsamer Konkurrent der Hanse zusammen mit der Burg geplündert und zerstört. Nach einem erneuten Angriff der Hanse war der Hafen 1428 eine Zeitlang von Schiffswracks blockiert.
Die Entwicklung ließ sich jedoch nicht mehr aufhalten: 1416 wurde die wiederaufgebaute Stadt Residenz des Königs, und 1443 übernahm sie von Roskilde die Hauptstadtfunktion. In der ersten Hälfte des 17. Jahrhunderts blühte Kopenhagen unter Christian IV. auf.

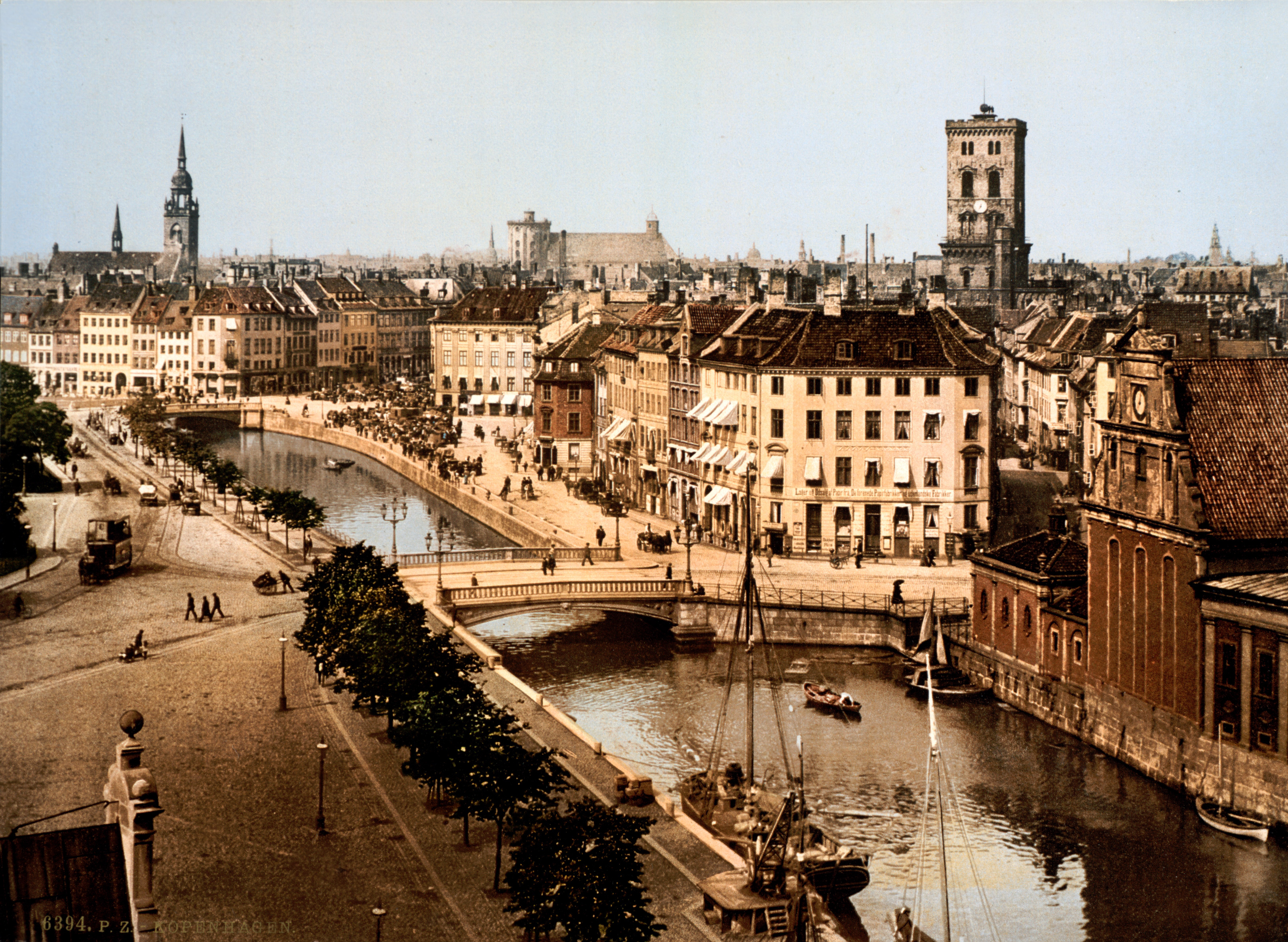
Kopenhagen um 1895

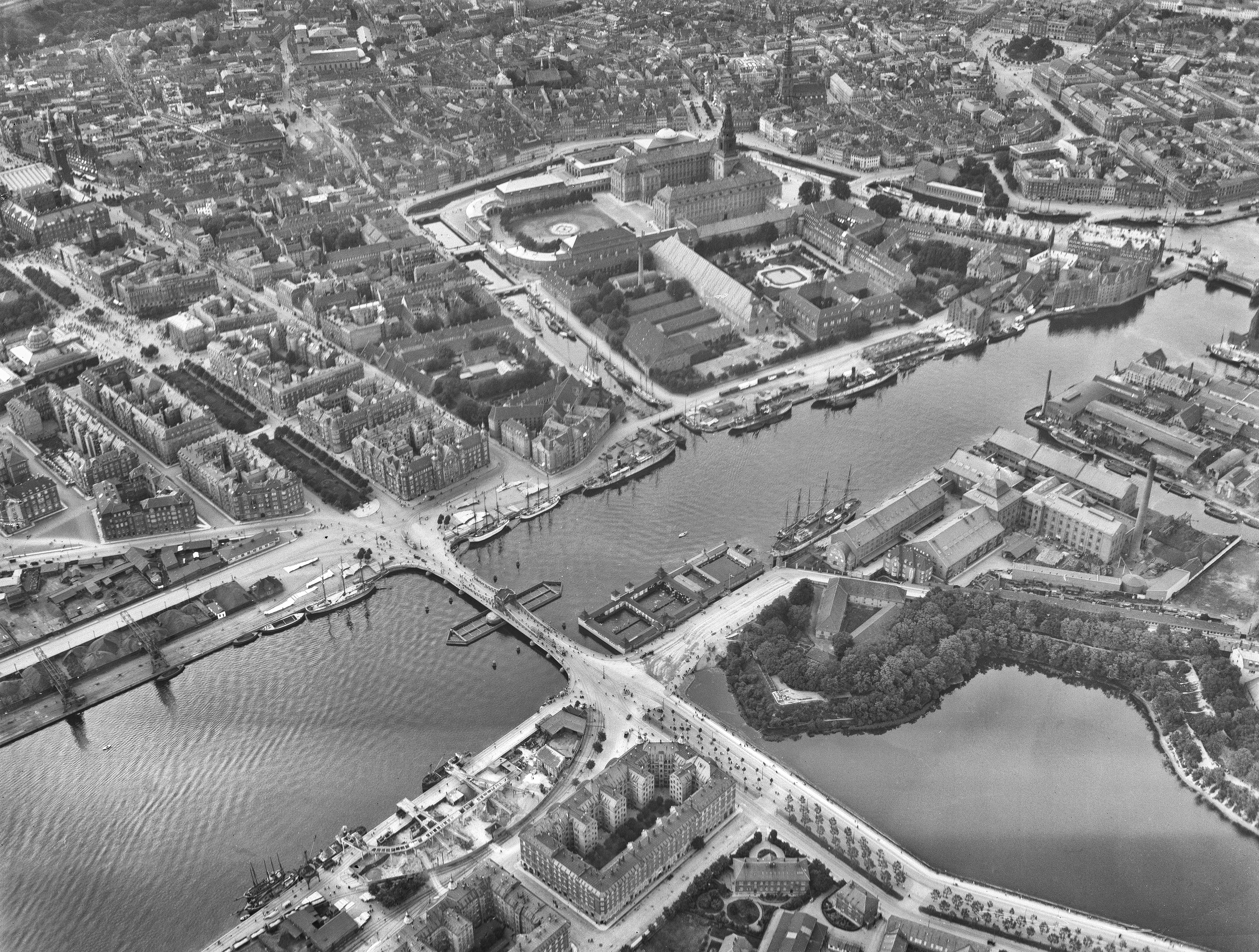
Blick auf die Innenstadt mit der Christiansborg, Ballonaufnahme von Eduard Spelterini zwischen 1893 und 1924

Kopenhagen erlebte in seiner Geschichte immer wieder Katastrophen, Seuchen und Kriege. Von 1658 bis 1659 hielt die Stadt einer Belagerung stand, während das übrige Dänemark von den Schweden vollständig besetzt war. Durch den Frieden von Roskilde 1658 und die Übergabe der bis dahin ostdänischen Provinzen Schonen und Blekinge wurde das zuvor zentral im Land gelegene Kopenhagen zur Grenzstadt. Im 18. Jahrhundert starb nach Pest und Seuchen ein Drittel der Stadtbewohner. 1728 sowie 1795 wüteten zwei Stadtbrände. Der Wiederaufbau führte zur heutigen, vom Baustil des 18. Jahrhunderts geprägten Altstadt. Bei den Seeschlachten von Kopenhagen 1801 sowie 1807 beschossen die Engländer die Hauptstadt Dänemarks, da es sich nicht auf die Seite Englands in dessen Krieg gegen Frankreich stellen wollte, und richteten vor allem durch den im zweiten Angriff ausgelösten Großbrand erheblichen Schaden an. Nach dem Sieg der Engländer musste Kopenhagen sämtliche dort ankernden Schiffe ausliefern und konnte sich erst nach Jahrzehnten wieder von dieser Niederlage erholen. 1848 zwangen öffentliche Demonstrationen in Kopenhagen König Frederik VII. zu Reformen und dem Erlass eines Grundgesetzes. Mit den nationalen Spannungen und Dänemarks Verlust von Schleswig und Holstein im Krieg von 1864 verließen auch viele deutschsprachige Beamte und Kaufleute die Stadt, die sie bis dahin jahrhundertelang mitgeprägt hatten.

### Frühes 20. Jahrhundert
Mit der Industrialisierung im späten 19. Jahrhundert wuchs die Stadt durch Zuwanderung vom Land rasch an. Die Kopenhagener Stadtbefestigung wurden geschleift und teilweise in Parks (unter anderen den Tivoli, Ørstedsparken und Østre Anlæg) umgewandelt. Die am östlichen Ende gelegene Wallanlage sowie die Festung Kastellet sind jedoch erhalten. Um die Mittelalterstadt herum wuchsen schnell Arbeiter- und Bürgerviertel, die bis heute noch aus um 1870 bis 1900 gebauten Häusern bestehen. In jener Zeit etablierten sich die ersten Telefonkioske.

### Zweiter Weltkrieg

Denkmal für die ermordeten kommunistischen Freiheitskämpfer (Churchillparken)

Am 9. April 1940 wurde Kopenhagen kampflos von deutschen Truppen eingenommen. Die Stadt blieb wie das übrige Dänemark bis zum 5. Mai 1945 besetzt, aber bis auf wenige Ausnahmen von Kriegszerstörungen verschont. Einige Industriebauten wurden zum Ziel von Angriffen dänischer Widerstandskämpfer. Als am 29. August 1943 die dänische Regierung zurücktrat, folgte eine unruhige Zeit. Im Juni 1944 begann im Arbeiterviertel Nørrebro ein gegen die Besatzungsmacht gerichteter Generalstreik, der sich auf ganz Dänemark ausbreitete. Im August 1944 wurden im Zuge einer Vergeltungsaktion weite Teile des Tivolis, die Königliche Porzellanmanufaktur, ein Bürgerversammlungshaus und ein Studentenwohnheim von der Schalburg-Gruppe, einem dänischen SS-Korps, gesprengt. Am 21. März 1945 bombardierten alliierte Flugzeuge das Shell-Haus, das von den Deutschen als Gestapo-Hauptquartier benutzt wurde; dabei kamen etwa 125 Menschen ums Leben. Eines der niedrig fliegenden angreifenden Flugzeuge streifte am Bahnhof einen Lichtmast und stürzte bei der Französischen Schule ab. Die darauffolgende Explosion ließ nachfolgende Piloten glauben, das sei das Ziel, worauf von ihnen die Schule bombardiert wurde; insgesamt 900 Menschen kamen dabei um. Von diesem Bombardement in den letzten Tagen des Zweiten Weltkrieges abgesehen, blieb Kopenhagen von Kriegszerstörungen verschont.

### Fingerplanen
Um den Urbanisierungsprozess des 20. Jahrhunderts steuern zu können, entwarf der dänische Architekt Peter Bredsdorff (1913–1981) 1947 den sogenannten Fingerplan (dän. Fingerplanen). Das Konzept ging aus dem „Gutachten über die Grüngebiete im Raum von Kopenhagen“ (Betænkningen om Københavnsegnens Grønne Områder) von 1936 hervor und galt dem großflächigen Erhalt von Grünflächen trotz zunehmender Zersiedelung. Der Stadtentwicklungsplan wollte das städtische Wachstum, d. h. Wohnungsbau, Industrie und Verkehrsinfrastruktur, auf fünf Korridore entlang der Hauptverkehrsachsen konzentrieren. Diese Entwicklungsachsen erstreckten sich wie Finger ins Kopenhagener Umland, während die „Handfläche“ das Stadtzentrum abdeckte. Im Umfeld von Wasserläufen und Küstenabschnitten sollten sich so „zwischen den Fingern“ Naherholungsgebiete bis weit ins Innere der Metropole erstrecken. Wegen seiner fast ikonenhaften Anmutung wurde Fingerplanen als Meilenstein der Stadtplanung in den Dänischen Kulturkanon 2006 aufgenommen. Der Fingerplan wurde 1949 im Stadtregulierungsgesetz verankert, wurde aber nur in groben Zügen umgesetzt. Seine Bedeutung für politische und Verwaltungsentscheidungen war mehr ideeller als praktischer Natur.

### Neuere Geschichte
Der Ausbau der S-Bahnlinien ermöglichte die Auslagerung von Wohnquartieren ins Umland. Gleichzeitig entstanden Vorortsiedlungen mit Hochhaus- und Einfamilienhausbebauung, deren Standard weit über dem Niveau der alten Innenstadtviertel lag. Daher ging die Zahl der Einwohner zwischen 1960 und 1990 deutlich zurück.
Seit 1990 findet eine neue Stadtentwicklung statt, unter anderem mit der Errichtung vieler moderner Bauten am Hafen wie dem „Schwarzen Diamanten“, ein kubischer Anbau der Königlichen Bibliothek, des 2005 eröffneten Opernhauses und des 2008 eröffneten neuen Schauspielhauses. Die 2002 eingeweihte Metro wird bis 2019 auf drei, bis 2020 auf vier Linien erweitert. 2000 wurde die Öresundverbindung eröffnet und der südschwedische Raum um Malmö durch ein regionales Schnellzugnetz mit Kopenhagen verbunden. Arbeits- und Wohnungsmarkt beiderseits des Öresunds sind zum Teil zusammengewachsen. Kopenhagen erlebt einen Zustrom von wissensbasierten und kreativen Betrieben sowie von Studenten aus ganz Skandinavien und bleibt das unbestrittene Kraftzentrum Dänemarks. Als Ergebnis stiegen jedoch Wohnungspreise und Verkehrsprobleme kräftig an. Der Bau von Hochhäusern wurde vorgeschlagen, die dem Wohnungsmangel abhelfen und der Stadt ein „Metropolgepräge“ geben sollten; von Gegnern wird jedoch hervorgehoben, dass eben die Abwesenheit von hohen Bauten charakteristisch für Kopenhagen sei.
In den ersten Monaten des Jahres 2007 kam es zu gewalttätigen Auseinandersetzungen zwischen Polizei und Jugendlichen, insbesondere Autonomen, die auch international Beachtung fanden. Hintergrund war die Räumung des autonomen Jugendzentrums Ungdomshuset.
Im Jahre 2009 fand am 7. bis 18. Dezember in Kopenhagen im Bella Center die 15. UN-Klimakonferenz der Vertragsstaaten der Klimakonvention der Vereinten Nationen statt. Es war zugleich das fünfte Treffen im Rahmen des Kyoto-Protokolls.
Laut der Forbes-Liste der World’s Most Expensive Cities To Live von 2009 gilt Kopenhagen als eine der teuersten Städte der Welt.
Nach verheerendem Hochwasser im Sommer 2011, als an einem Tag so viel Regen fiel wie sonst in zwei Monaten, entwickelte die Stadt unter dem Namen Skybrudsplan (übersetzt: Wolkenbruchplan) städtebauliche Vorkehrungen, um Kopenhagen bis in das 22. Jahrhundert hinein besser gegen Starkregen und Hochwasser zu schützen. Die 300 städtebaulichen Maßnahmen, die unter anderem, Grünanlagen, angepasste Straßen und Rückhaltebecken vorsehen und 1,8 Milliarden Euro kosten, sollen im Jahr 2035 abgeschlossen sein und Kopenhagen in eine Schwammstadt verwandeln.
Am 14. und 15. Februar 2015 kam es zu zwei islamistischen Anschlägen in Kopenhagen. Am Nachmittag des 14. Februars war ein Kulturzentrum Ziel eines Attentats. Dabei wurden der dänische Dokumentarfilmer Finn Nørgaard getötet und drei Polizeibeamte verletzt. Im Verlauf der folgenden Nacht ereignete sich ein zweiter Anschlag auf die Große Synagoge Kopenhagen, bei dem der jüdische Wachmann Dan Uzan erschossen und zwei Polizeibeamte verletzt wurden.
2023 war Kopenhagen die UIA-UNESCO-Welthauptstadt der Architektur.
Am 16. April 2024 wurde die historische Börse in Kopenhagen durch ein Feuer weitgehend zerstört.

### Einwohnerentwicklung
Entwicklung der Einwohnerzahl der Københavns Kommune (ab 1971: per 1. Januar):

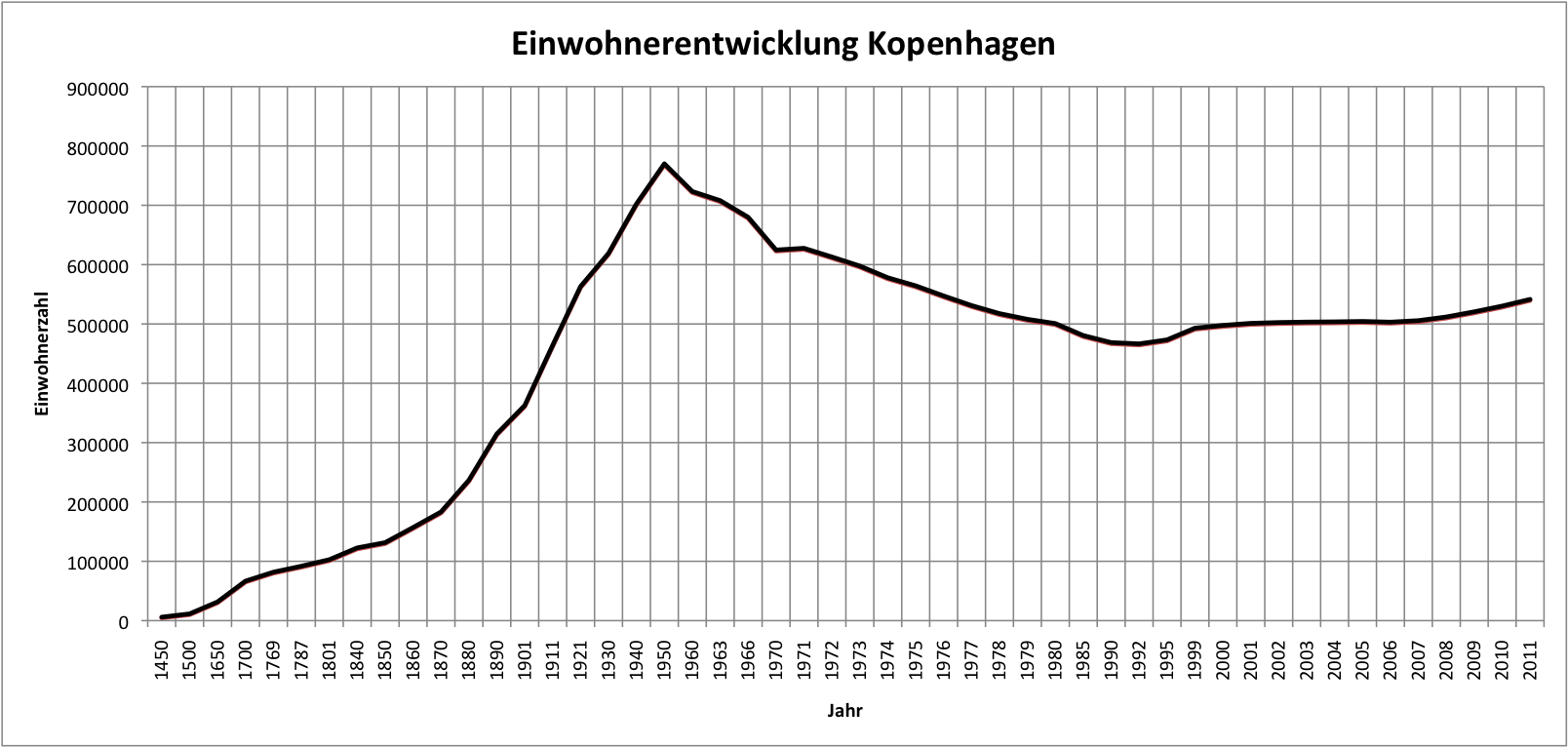
Entwicklung der Einwohnerzahl (ab 1971: per 1. Januar)

- 1450 – ca. 4.000–5.000
- 1500 – ca. 10.000
- 1650 – ca. 30.000
- 1700 – ca. 65.000
- 1769 – 80.000
- 1787 – 90.032
- 1801 – 100.975
- 1840 – 120.819
- 1850 – 129.695
- 1860 – 155.143
- 1870 – 181.291
- 1880 – 234.850
- 1890 – 312.859
- 1901 – 360.787
- 1901 – 400.575
- 1911 – 462.161
- 1921 – 561.344
- 1930 – 617.069
- 1940 – 700.465
- 1950 – 768.105
- 1960 – 721.381
- 1963 – 706.000
- 1966 – 678.000
- 1970 – 622.773
- 1971 – 625.678
- 1972 – 610.985
- 1973 – 595.751
- 1974 – 576.030
- 1975 – 562.405
- 1976 – 545.350
- 1977 – 529.154
- 1978 – 515.594
- 1979 – 505.974
- 1980 – 498.850
- 1985 – 478.615
- 1990 – 466.723
- 1992 – 464.566
- 1995 – 471.300
- 1999 – 491.082
- 2000 – 495.699
- 2001 – 499.148
- 2002 – 500.531
- 2003 – 501.289
- 2004 – 501.664
- 2005 – 502.362
- 2006 – 501.158
- 2007 – 503.699
- 2008 – 509.861
- 2009 – 518.574
- 2010 – 528.208
- 2011 – 539.542
- 2012 – 549.040
- 2013 – 559.440
- 2014 – 569.557
- 2015 – 580.184
- 2025 – 667.099

Im Ballungsraum Kopenhagen beträgt die Einwohnerzahl mit Stand 1. Januar 2025 1.396.508.

## Politik

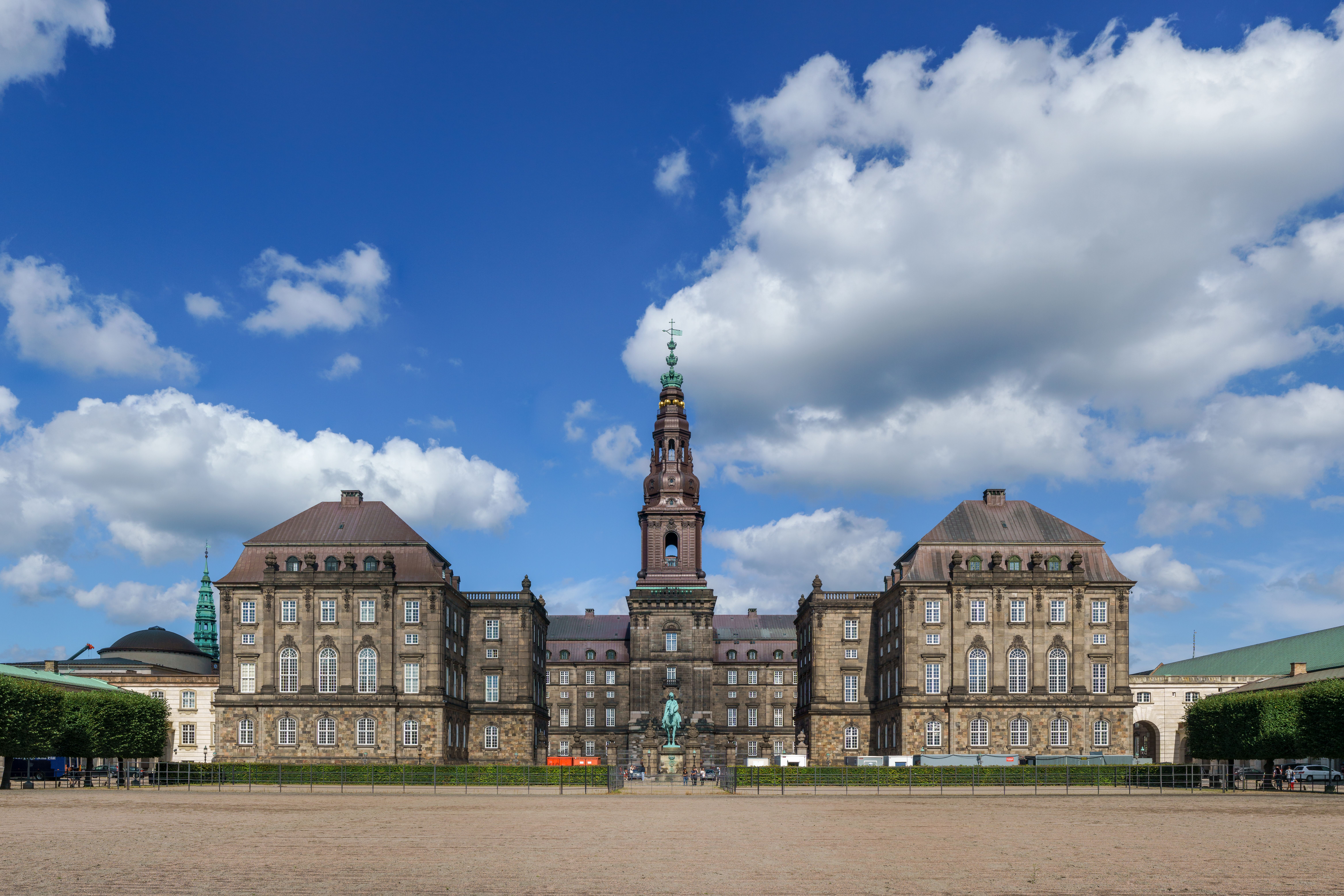
Schloss Christiansborg

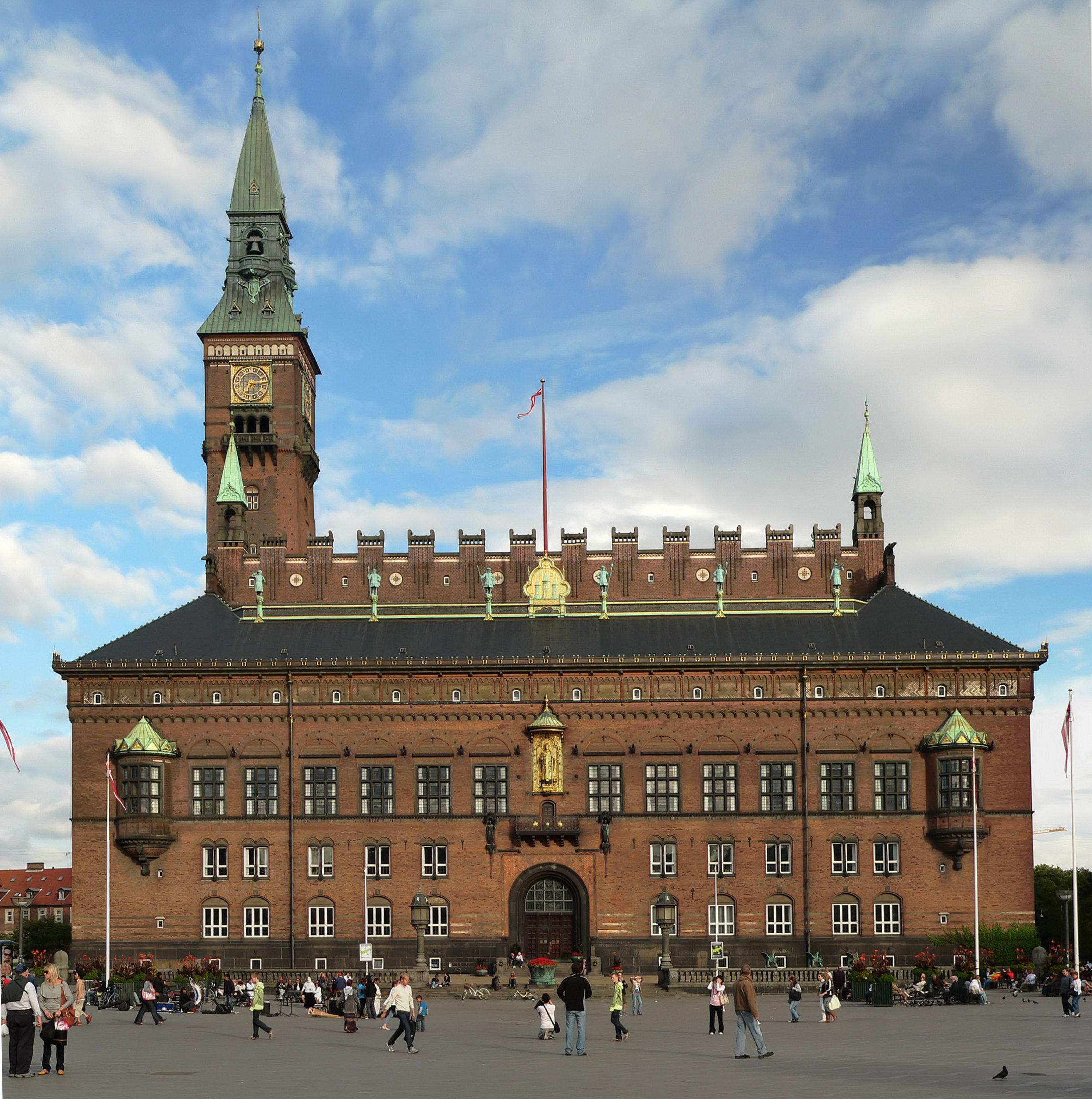
Das Kopenhagener Rathaus am Rådhuspladsen

Das Schloss Christiansborg ist Sitz des Parlaments, des Ministerpräsidenten und des Obersten Gerichts.
Bedingt durch den Hauptstadtstatus sind in Kopenhagen die Botschaften und Emissäre von 187 Staaten vertreten.

### Bürgermeister

#### Seit 1938
- 1938–1946: Viggo Christensen (Socialdemokraterne)
- 1946–1956: Hans Peter Sørensen (Socialdemokraterne)
- 1956–1962: Sigvard Munk (Socialdemokraterne)
- 1962–1976: Urban Hansen (Socialdemokraterne)
- 1976–1989: Egon Weidekamp (Socialdemokraterne)
- 1989–2004: Jens Kramer Mikkelsen (Socialdemokraterne)
- 2004–2005: Lars Engberg (Socialdemokraterne)
- 2006–2010: Ritt Bjerregaard (Socialdemokraterne)
- 2010–2020: Frank Jensen (Socialdemokraterne)
- 2020–2021: Lars Weiss (Socialdemokraterne)
- 2021–2024: Sophie Hæstorp Andersen (Socialdemokraterne)
- seit 2024: Lars Weiss (Socialdemokraterne)

### Stadtrat
Der Stadtrat besteht aus 55 Mitgliedern. Stadtratswahlen finden alle vier Jahre statt. Die Sitzverteilung nach der Kommunalwahl vom 16. November 2021 ist:
- Ø: 15
- SF: 6
- A: 10
- A: 2
- B: 6
- I: 1
- V: 5
- C: 9
- O: 1

## Kultur und Religion
1996 war Kopenhagen Kulturstadt Europas. In umgenutzten Industriegebieten wie dem ehemaligen Fleischereiviertel Kødbyen oder Refshaleøen verbinden sich heute Kunst, Kultur und Nachtleben.

### Oper, Ballett und Schauspiel

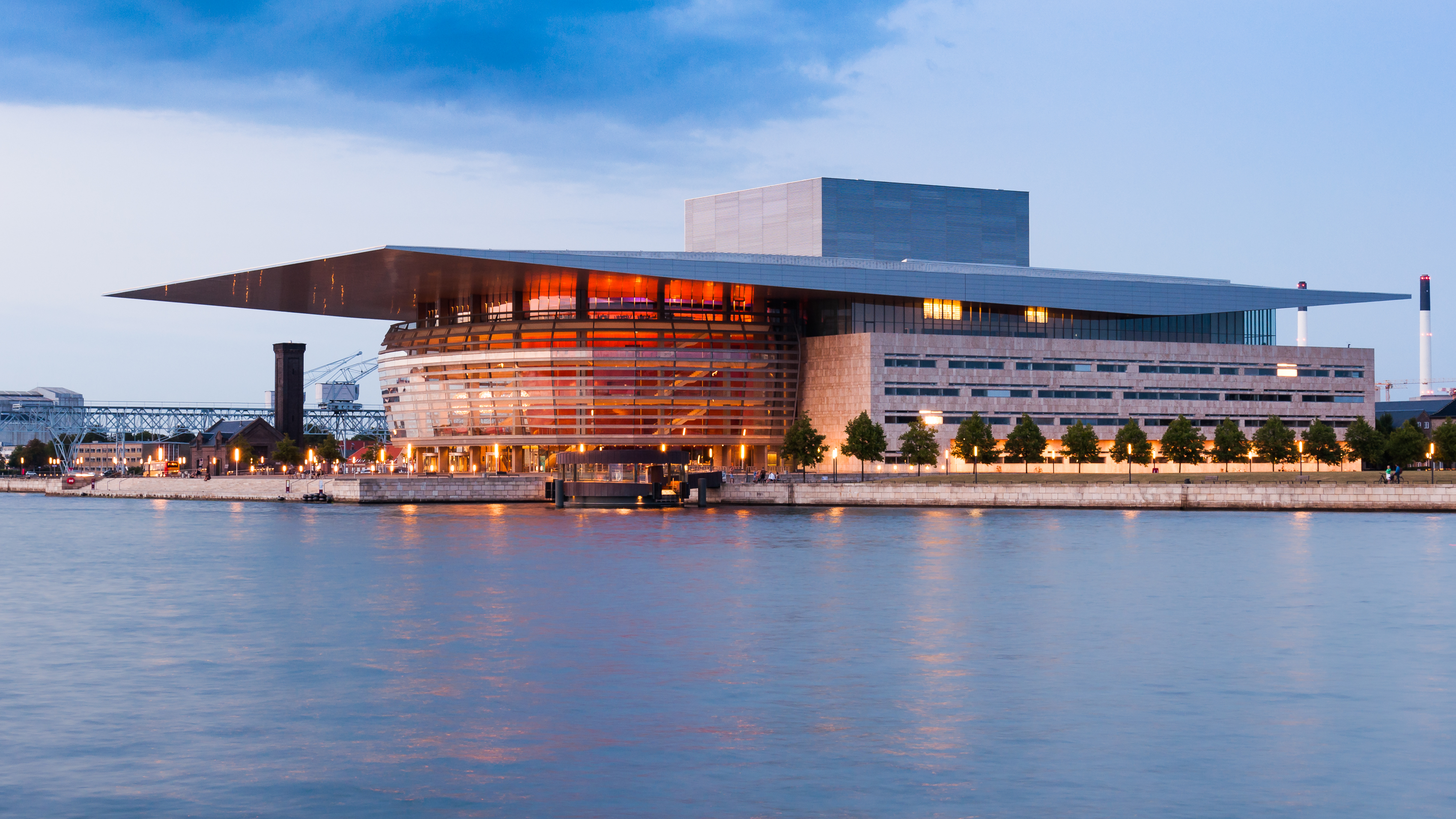
Die neue Oper von Kopenhagen, Operaen, auf der Insel Holmen

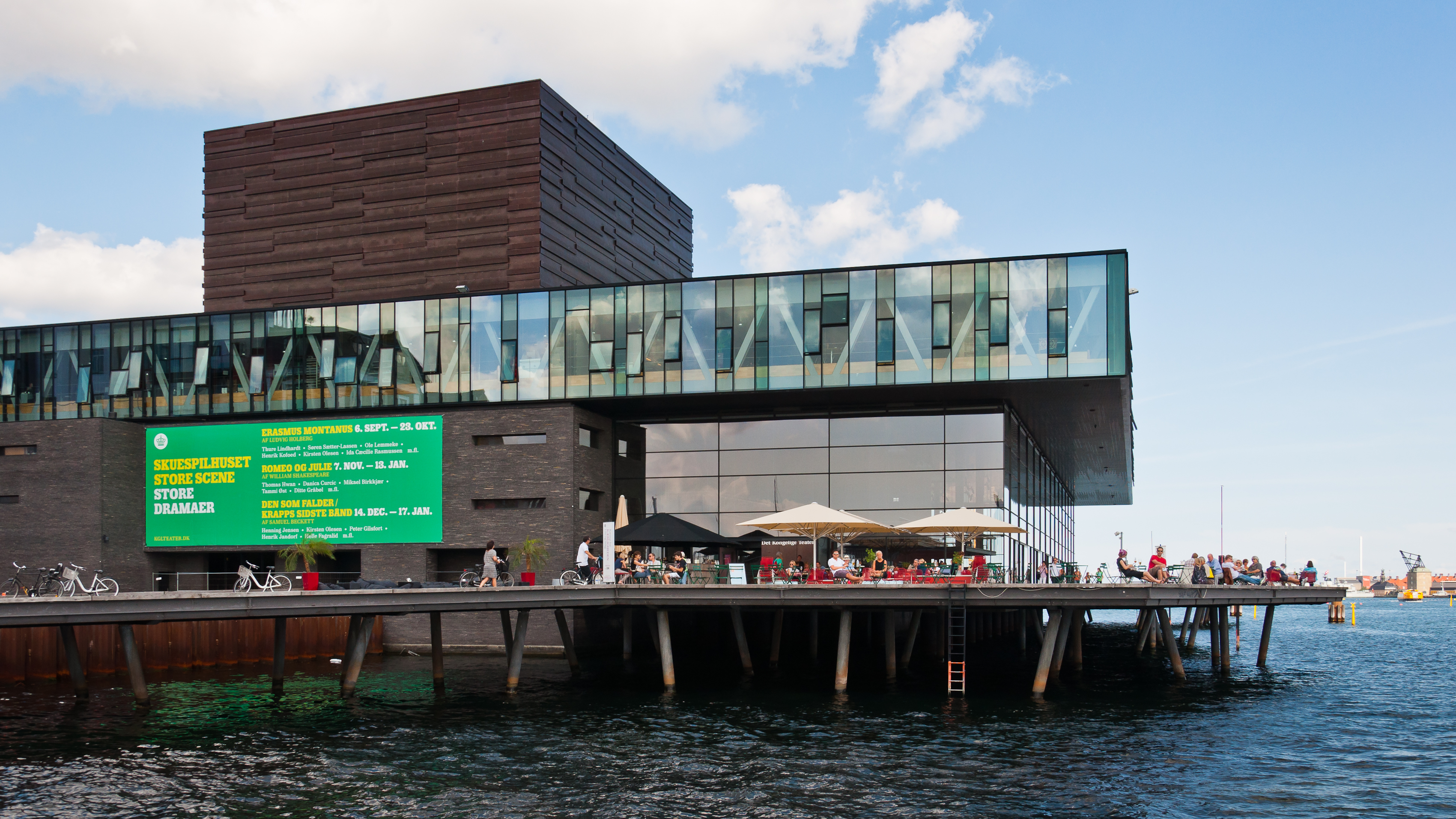
Das Königliche Schauspielhaus

Das wohl bekannteste Theater der Stadt ist das Königliche Theater. Das 1874 errichtete Gebäude des 1748 gegründeten Etablissements befindet sich am Kongens Nytorv und bietet 1500 Zuschauern Platz. Hier werden Opern- und Ballettaufführungen dargeboten. Seit 2005 wird ein zweites, modernes Opernhaus bespielt: die Operaen, welches auf der Insel Holmen liegt und ebenfalls zum Kongelige Teater gehört. 2008 wurde am Hafen ein neues Schauspielhaus eröffnet.
Im Mermaid-Theater (Mermaid Teater) werden alle Vorstellungen in englischer Sprache dargeboten. Die bekanntesten dänischen Schauspieler treten hingegen im Ny Theater auf.
In der Kronprinsengade befindet sich das Plex Musikteater (vormals Den Anden Opera), eine Bühne für experimentelles Tanztheater.
Im nördlichen Teil des Kopenhagener Stadtteils Ørestad befindet sich auf der Insel Amager das neue Konzerthaus Kopenhagen (DR Koncerthuset). Es wurde nach Plänen des französischen Architekten Jean Nouvel gebaut und im Januar 2009 eröffnet.

### Museen (Auswahl)
- Arbejdermuseet/Arbeitermuseum

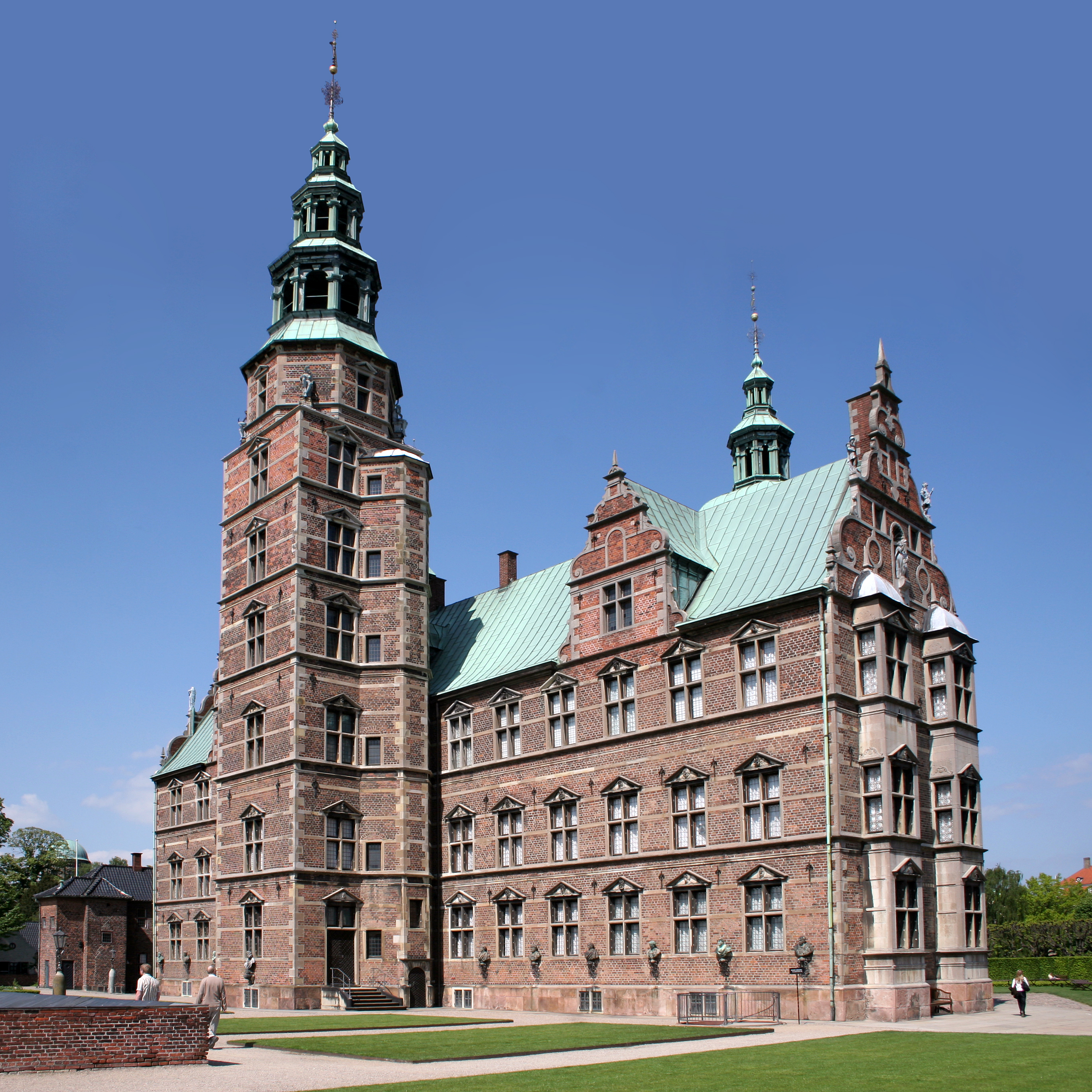
Schloss Rosenborg

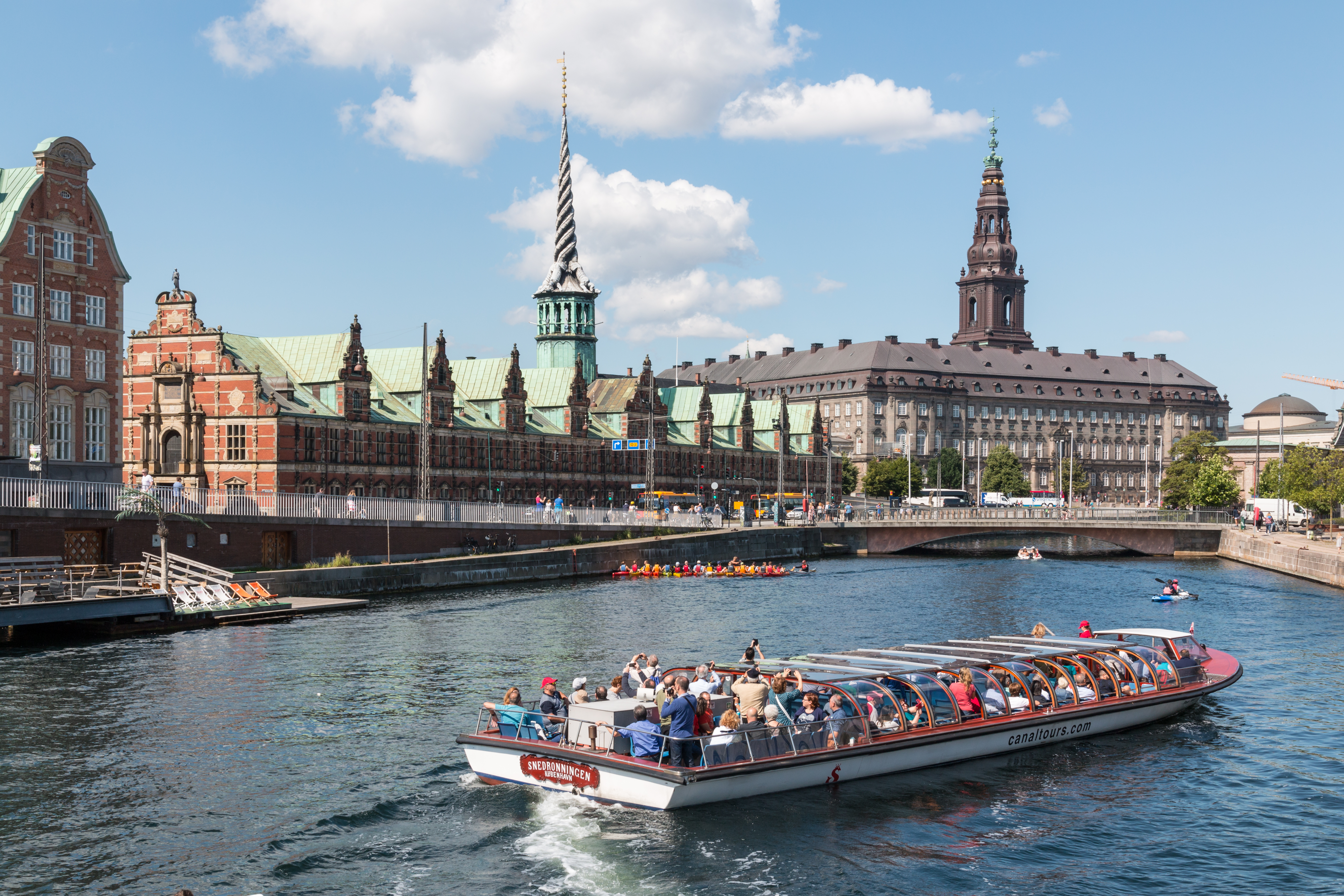
Alte Börse (Børsen) und Schloss Christiansborg

- Dansk Jødisk Museum/Dänisches Jüdisches Museum
- Davids Samling/David’sche Sammlung – Islamische Keramik
- Designmuseum Danmark (ehemals Det danske Kunstindustrimuseum)
- Eksperimentarium
- Den Hirschsprungske Samling/Sammlung Hirschsprung – Dänische Malerei des 19. Jahrhunderts
- Københavns Museum/Stadtmuseum
- Museum Erotica (seit März 2009 geschlossen)
- Medicininsk-Historisk Museum/Medizinisch-Historisches Museum
- Nationalmuseet/Nationalmuseum – Überblick über die dänische Geschichte von der Steinzeit bis heute
- Ny Carlsberg Glyptotek/Neue Carlsberg Glyptothek
- Statens Museum for Kunst/Staatliches Kunstmuseum
- Statens Naturhistoriske Museum/Staatliches Naturkundemuseum Dänemarks mit dem Zoologisk Museum/Zoologischen Museum, dem Geologisk Museum/Geologischen Museum und dem Botanischen Garten (Botanisk Have)
- Thorvaldsens Museum mit Skulpturen von Bertel Thorvaldsen
- Tycho Brahe Planetarium
- Tøjhusmuseet/Königliches Dänisches Zeughausmuseum/Waffen- und Kriegsmuseum

Außerhalb Kopenhagens:
- Arken (Die Arche) – Moderne Kunst in moderner Architektur in Ishøj
- Louisiana Museum of Modern Art in Humlebæk
- Danmarks Tekniske Museum/Technisches Museum in Helsingør

### Sehenswürdigkeiten

Die „Kleine Meerjungfrau“ des Bildhauers Edvard Eriksen nach einem Märchen von Hans Christian Andersen

Die 1,25 Meter große Lille Havfrue (dänisch, Die kleine Meerjungfrau) des Kopenhagener Bildhauers Edvard Eriksen (1876–1959) ist das bekannteste Wahrzeichen der Stadt. Sie wurde von dem Brauer Carl Jacobsen in Auftrag gegeben und am 23. August 1913 eingeweiht. Eriksen hatte für die Titelfigur des Märchens von Hans Christian Andersen das Gesicht der damals in Kopenhagen berühmten Primaballerina Ellen Price und den Körper seiner Frau Eline als Vorlage benutzt.

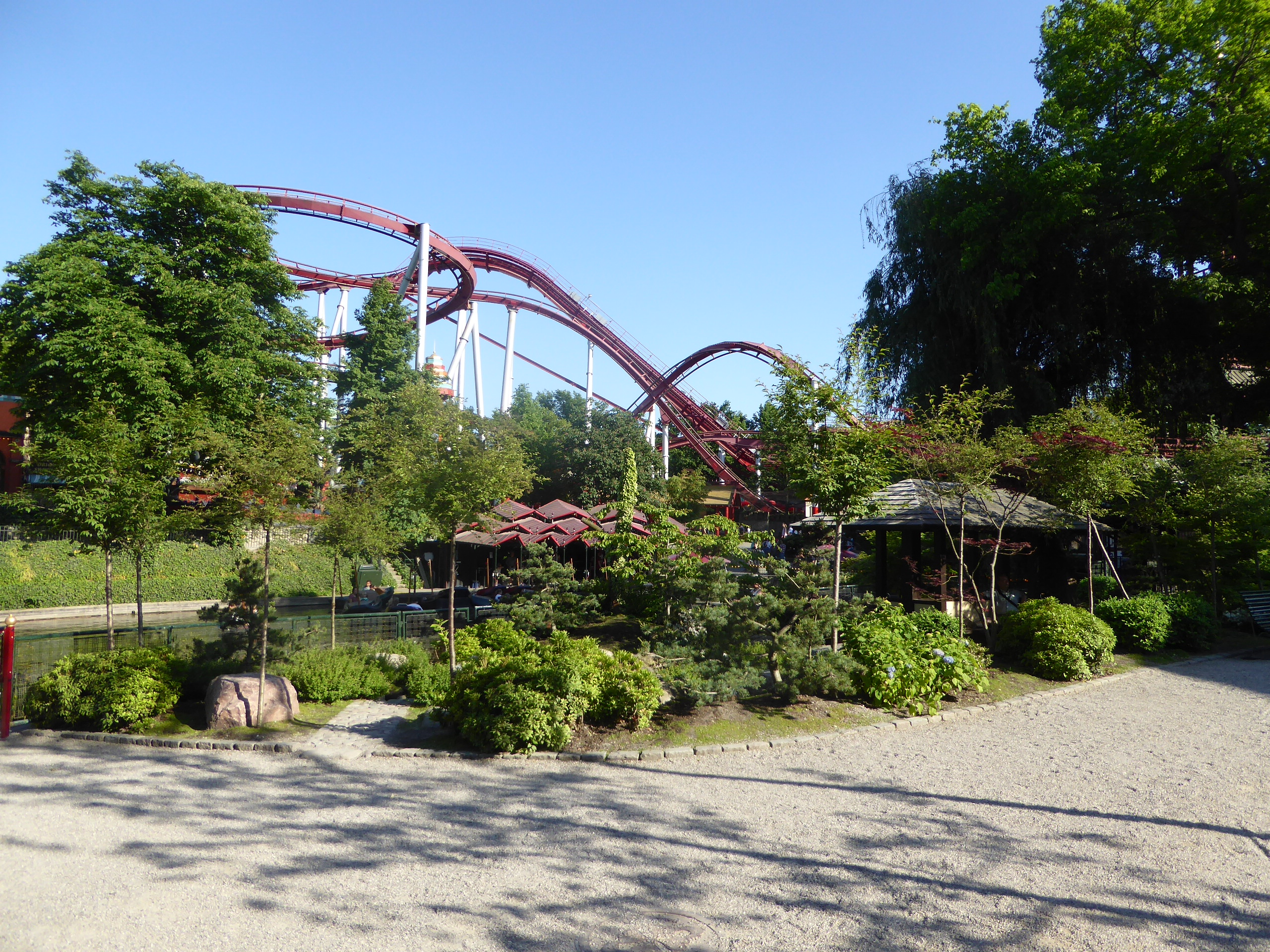
Tivoli von Kopenhagen

Der gegenüber dem Hauptbahnhof gelegene Tivoli ist einer der ältesten Freizeitparks der Welt (der älteste, Dyrehavsbakken, liegt im Norden der Stadt) und das 1960 von Arne Jacobsen errichtete SAS Royal Hotel das erste Hochhaus in Kopenhagen. Am Rande des Parks verläuft HC Andersens Boulevard, an dem sich auf dem Rådhusplads auch das Rathaus befindet. Es wurde zwischen 1892 und 1905 im Stil der nordischen Nationalromantik erbaut. Das Gebäude wurde am 12. September 1905 eingeweiht und ist mit vielen Skulpturen geschmückt. Der Rathausturm ist mit 105,6 Metern Dänemarks höchster Turm.
In der Nähe der Universität Kopenhagens liegt die Sankt Petri Kirke („Sankt Petri Kirche“). Sie ist seit 1586 Pfarrkirche der deutschen Gemeinde und die älteste erhaltene Kirche von Kopenhagen. Östlich schließt sich die Vor Frue Kirke („Liebfrauenkirche“) an, das klassizistische Meisterwerk von Christian Frederik Hansen, ausgestattet mit Statuen von Bertel Thorvaldsen, darunter sein Segnender Christus.
Weiter nördlich liegt der 34,8 Meter hohe Rundetårn („Runder Turm“). Ein 209 Meter langer, stufenloser Wendelgang führt auf diesen zwischen 1637 und 1642 erbauten Aussichtsturm. An den Turm schließt sich die Trinitatis Kirke (Dreifaltigkeitskirche) an. Hier befinden sich auch die Einkaufsstraßen Strøget und Strædet. Sie bilden mit über einem Kilometer Länge eine der längsten Fußgängerzonen Europas und sind eine beliebte Einkaufsmeile.
Zwischen den Fußgängerzonen und dem Inderhavn erstreckt sich einer der wichtigsten Touristenmagnete der Stadt, das Schloss Christiansborg (Christiansborg Slot). Seit 1918 Sitz des Parlaments, befindet es sich an der Stelle einer älteren Burg, die Bischof Absalon Saxo Grammaticus zufolge 1167 errichtet haben soll. Der heutige Gebäudekomplex mit dem 90 Meter hohen Schlossturm entstand zwischen 1907 und 1928. An der Nordseite des Schlosses steht die 1826 vollendete klassizistische Schlosskirche.
Unmittelbar neben dem Schloss Christiansborg befindet sich Børsen, die ehemalige Kopenhagener Börse. Der Renaissancebau entstand zwischen 1619 und 1640 und war mit seinem 54 Meter hohen Turm in Form von verschlungenen Drachenschwänzen ein weiteres Wahrzeichen der Stadt. Bis 1974 diente das Gebäude dem ursprünglichen Zweck, danach wurde es als Bürogebäude genutzt. Im April 2024 wurde das Gebäude bei einem Brand schwer beschädigt.
Ebenfalls neben dem Schloss liegt die Königliche Bibliothek Dänemarks.
Über einen Kanal führt von hier aus die Børsbro zur Nationalbank und zur Holmens Kirke, die genau gegenüber der Börse und dem Schloss Christiansborg liegt. Sie wurde im 17. Jahrhundert erbaut. Von der Börse führt auch die Knippelsbro, eine Klappbrücke, über den Inderhavn nach Amager. Über sie gelangt man auch am besten zur im Stadtteil Christianshavn gelegenen Vor Frelsers Kirke (Erlöserkirche). Dieser barocke Bau aus den Jahren 1602 bis 1692 besitzt den mit 93 Metern zweithöchsten Turm Kopenhagens. Er ist Wahrzeichen des Stadtteils Christianshavn und lässt sich von außen über eine 1752 konstruierte Wendeltreppe besteigen.

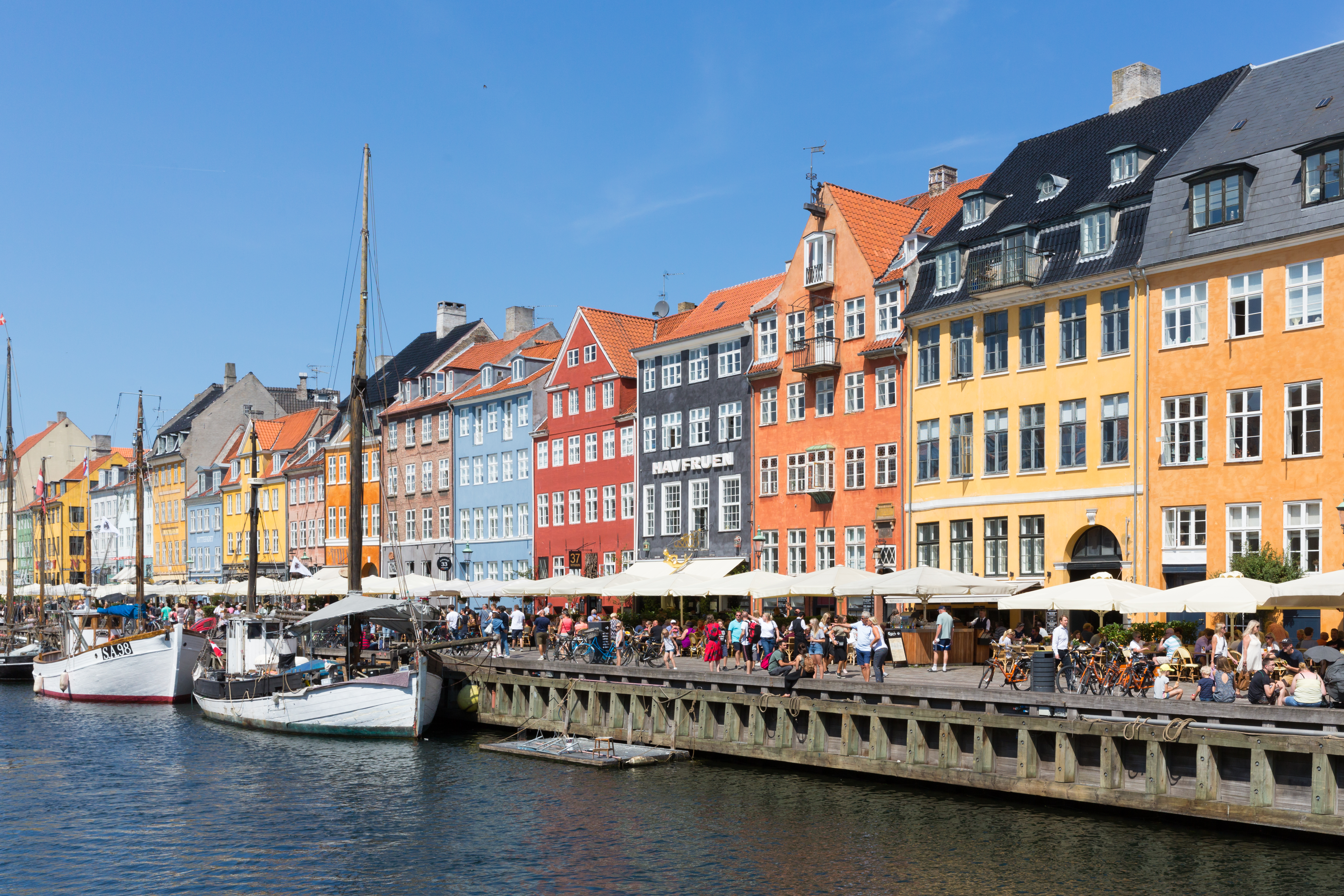
Nyhavn

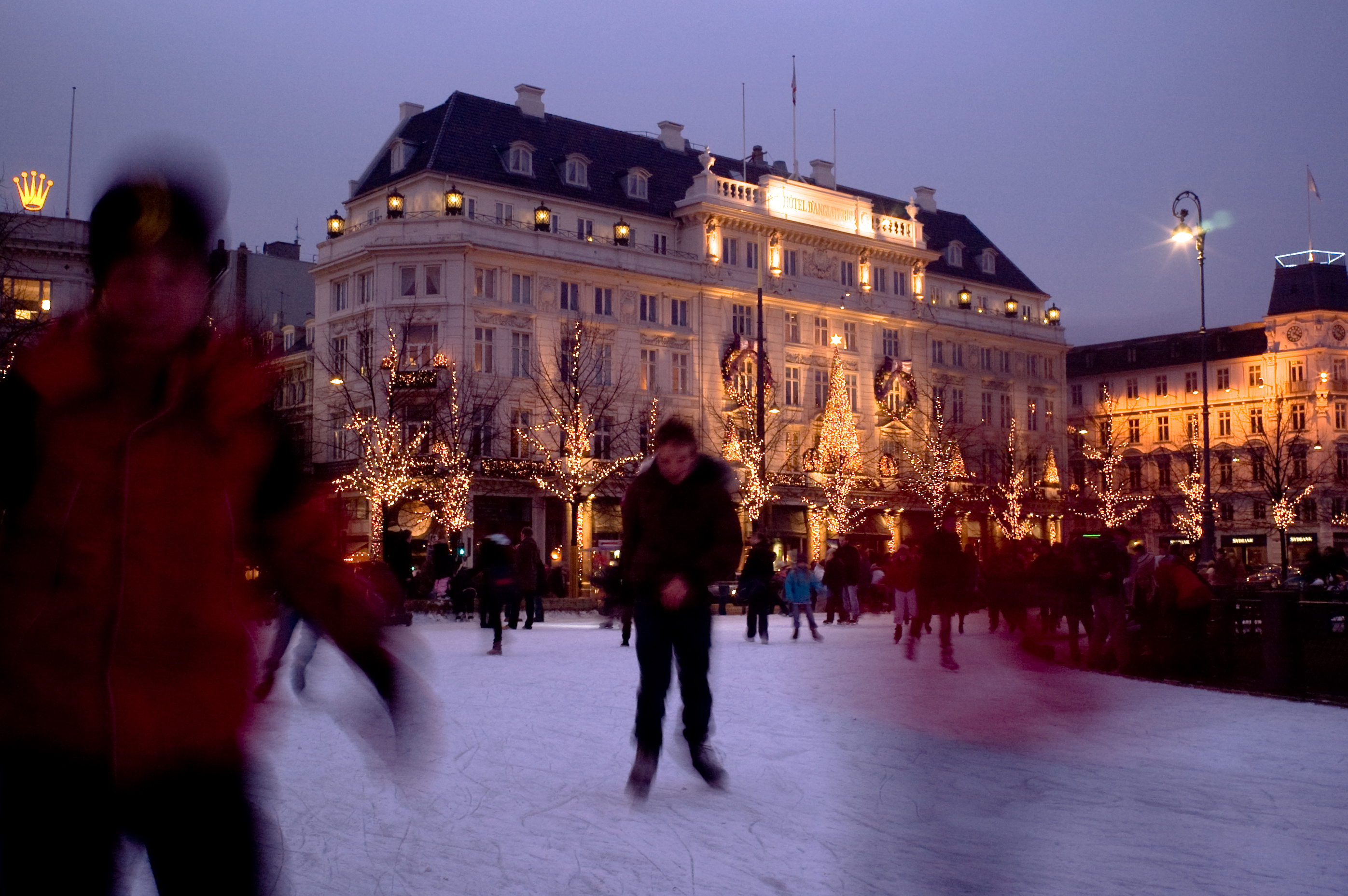
Kongens Nytorv im Winter

Eine weitere Sehenswürdigkeit ist der Nyhavn. Diese Straße mit Giebelhäusern beiderseits des gleichnamigen Hafenarms ist Zentrum der Gastronomie in Kopenhagen.
Am westlichen Ende des Nyhavns befindet sich Kongens Nytorv („des Königs Neumarkt“). Von diesem größten Platz der Stadt strahlen ein Dutzend Straßen aus. An dem Platz mit einem Standbild Christians V., volkstümlich Hesten – das Pferd – genannt, liegen das Königliche Theater, das Kaufhaus Magasin du Nord, Thotts Palais (1685) und das 1672 bis 1683 erbaute Schloss Charlottenborg. Es beherbergt heute die Kunstakademie und steht in Verbindung mit dem neuen Kunstausstellungsgebäude.
Nordwestlich vom Kongens Nytorv befindet sich Rosenborg Slot (Schloss Rosenborg). Das 1607 bis 1617 als Sommerresidenz für Christian IV. erbaute, durch holländische Architektur beeinflusste Renaissanceschloss beherbergt die dänischen Kronjuwelen. Seit 1833 ist es Museum. Sehenswert sind der Elfenbeinthron mit drei silbernen Löwen und die mit Edelsteinen verzierten Goldkronen Christians IV. und Christians V. Gegenüber dem Schloss liegt der Botanische Garten mit einem Gewächshaus.

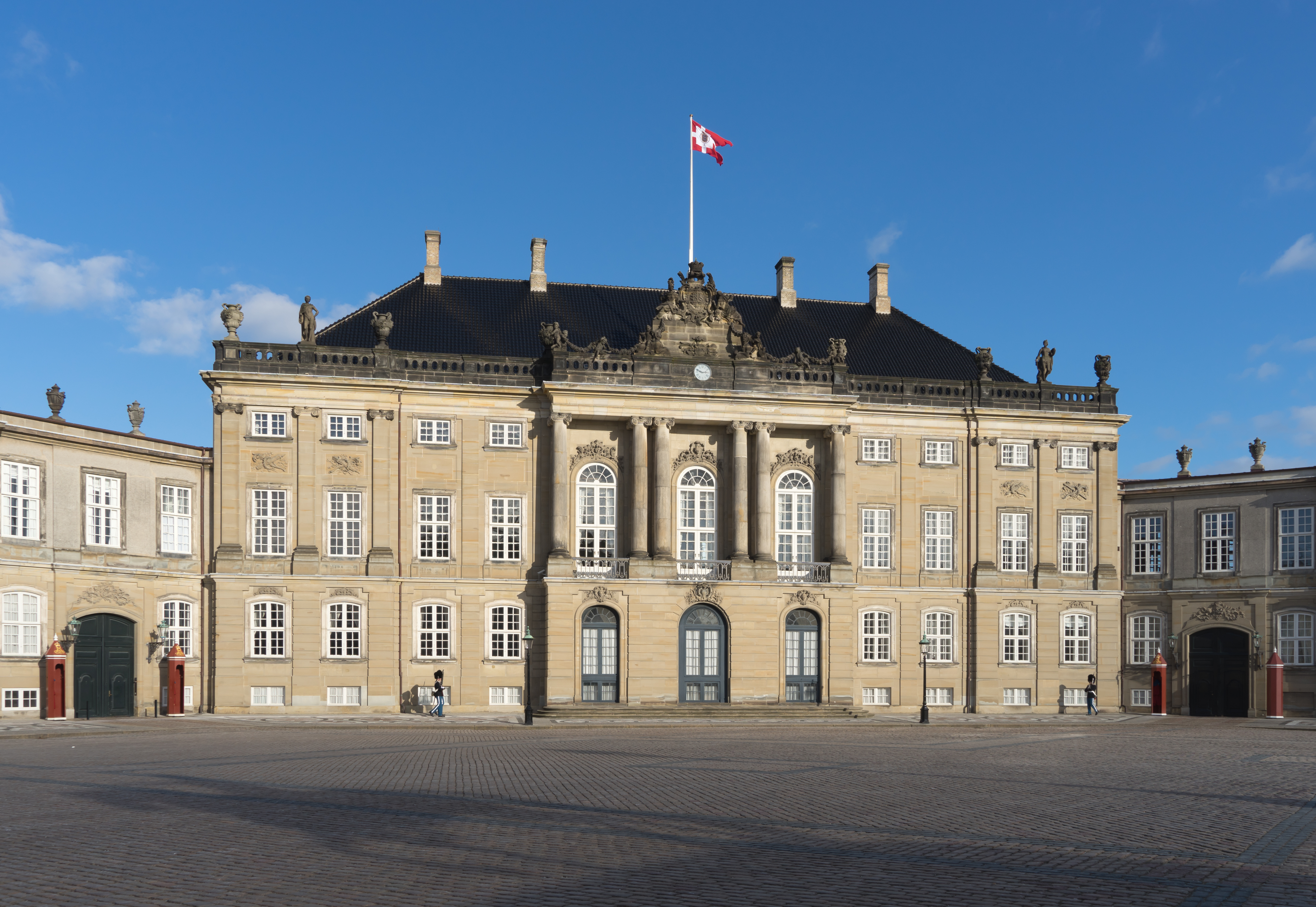
Amalienborg Slot

Die Frederikskirke („Friedrichskirche“), auch „Marmorkirche“ genannt, ist ein von Nicolai Eigtved entworfenes und 1740 begonnenes, 84 m hohes Gotteshaus mit einer 45 m hohen freskengeschmückten Kuppel, eine der größten Europas nach dem Vorbild des Petersdoms in Rom. Geldmangel führte zu einer längeren Bauunterbrechung. Erst durch Spenden des Großindustriellen Carl Frederik Tietgen konnte die Kirche 1894 fertiggestellt werden. Das Innere schmücken Standbilder bedeutender Persönlichkeiten der Religionsgeschichte wie Mose oder Martin Luther. Unmittelbar neben der Kirche befindet sich das Schloss Amalienborg. Die Residenz des Königs wurde 1749 bis 1760 errichtet und besteht aus vier gegenüberliegenden Palais. In der Mitte des großen, achteckigen Schlossplatzes Amalienborg Plads steht das Reiterstandbild Frederiks V. Jeden Mittag um zwölf Uhr findet hier die Wachablösung der Garde statt.
Nördlich von Schloss Amalienborg erstreckt sich Kastellet (Kastell), ein Überbleibsel der alten Stadtbefestigung. Unterhalb der Festungswälle verläuft die Promenade Langelinie, die direkt zur kleinen Meerjungfrau führt.
Der Zooturm ist ein 43,5 m hoher Aussichtsturm im Zoo Kopenhagen. Er wurde 1905 errichtet und ist einer der höchsten aus Holz gebauten Aussichtstürme.
Im Stadtteil Bispebjerg findet sich mit der von Peder Klint begonnen und von seinem Sohn Kaare Klint vollendeten Grundtvigskirche ein seltenes Beispiel eines expressionistischen Sakralbaus.

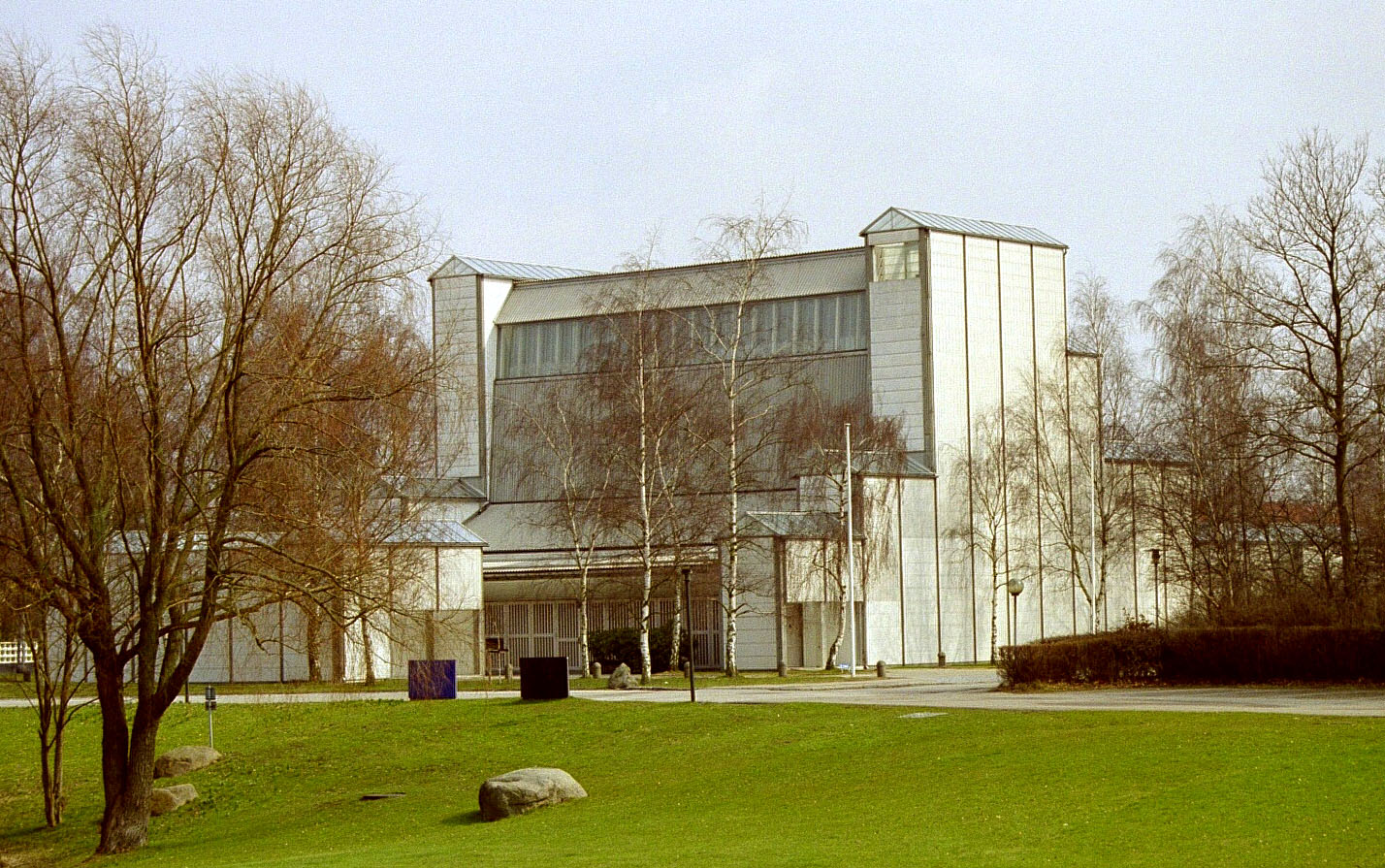
Kirche in Bagsværd, gestaltet von Jørn Utzon.

Die Kirche im Vorort Bagsværd gilt als markantes Beispiel des Kritischen Regionalismus.
Im jüngsten Kopenhagener Stadtteil Ørestad befindet sich das 23-geschossige Bella Sky Hotel, das größte Hotel Skandinaviens.
Die St. Alban’s Church im Churchillparken ist die einzige anglikanische Kirche des Landes.

### Parks und Grünanlagen
In der Innenstadt Kopenhagens liegen einige Grünanlagen, die neben den Wasserstraßen die Atmosphäre der Stadt prägen:
- die Seen (Søerne), fünf flache Teiche westlich der Altstadt
- „Østre Anlæg“, ein Park im englischen Stil, an dessen Rand das Staatliche Kunstmuseum liegt
- „Kongens Have“, der ehemals königliche Garten
- „Botanischer Garten“ (Botanisk Have) mit Freigelände und Gewächshäusern
- „Ørstedsparken“, ein kleiner, im englischen Stil angelegter Park
- „Fælledparken“, ein weitläufiger Park, der gern für sportliche Aktivitäten genutzt wird
- „Superkilen“, ein Park im Ortsteil Nørrebro
- „Copenhagen Islands“, ein schwimmender Park aus mehreren kleinen Parkinseln im Hafengebiet[13]

### Freistadt Christiania

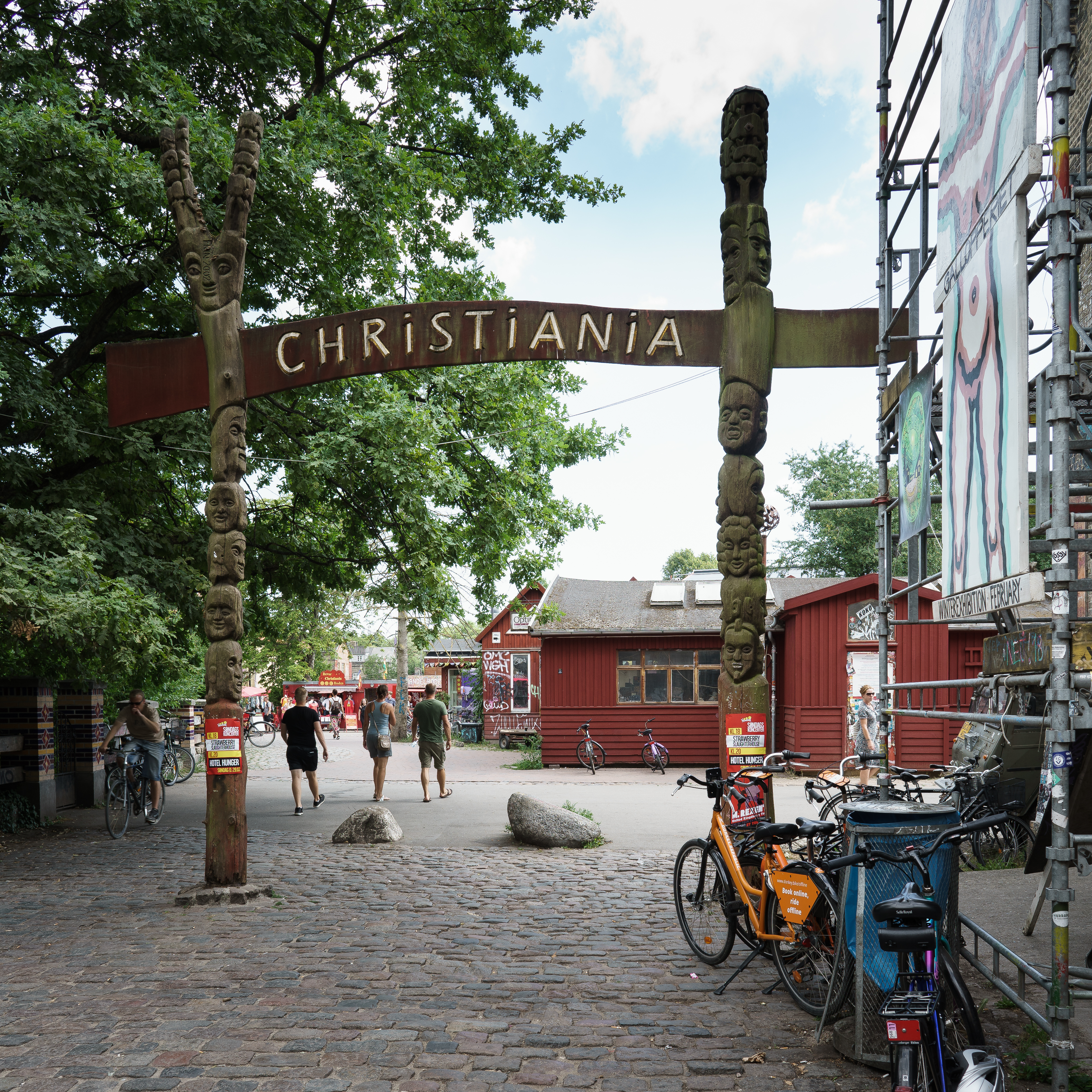
Eingang (Ausgang)

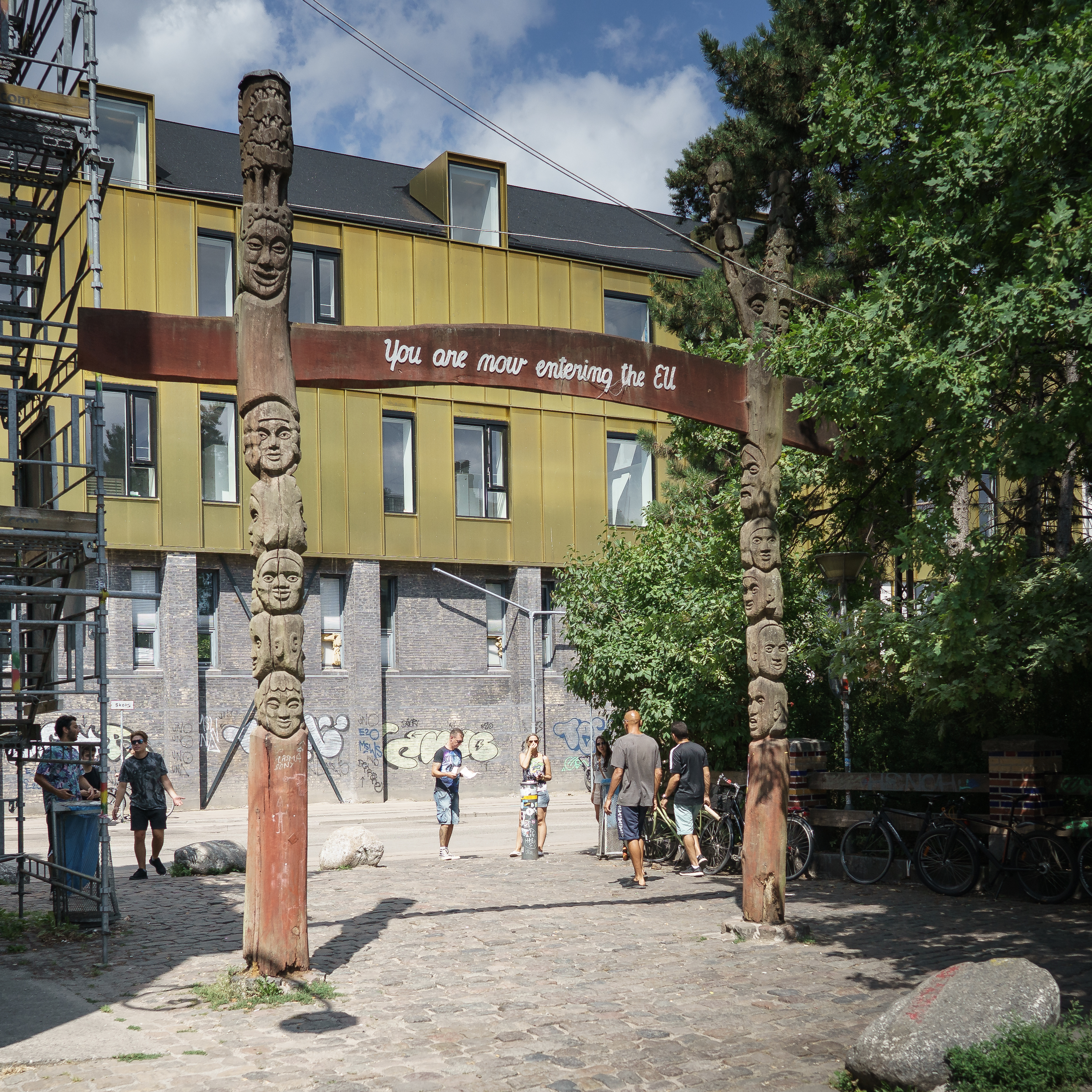
Ausgang (Eingang)

Die Freistadt Christiania (auch Das freie Christiana) ist eine „alternative“ Wohnsiedlung im Kopenhagener Stadtteil Christianshavn, die seit 1971 besteht. Das ehemalige Militärgelände der Bådsmandsstrædes-Kaserne umfasst ein 34 Hektar großes Gebiet auf den historischen Wallanlagen der Stadt. Die Bewohner betrachten sich selbst als in einer Freistadt lebend, die sich unabhängig von den staatlichen Behörden verwaltet. Diesen gilt Christiania jedoch als Drogenhandelszentrale.

### Kirchspielsgemeinden in Kopenhagen
Die Københavns Kommune ist unterteilt in 70 Kirchspielsgemeinden (dän. Sogn), die Frederiksberg Kommune in zehn und die Gentofte Kommune in neun Sogne.

### Sport

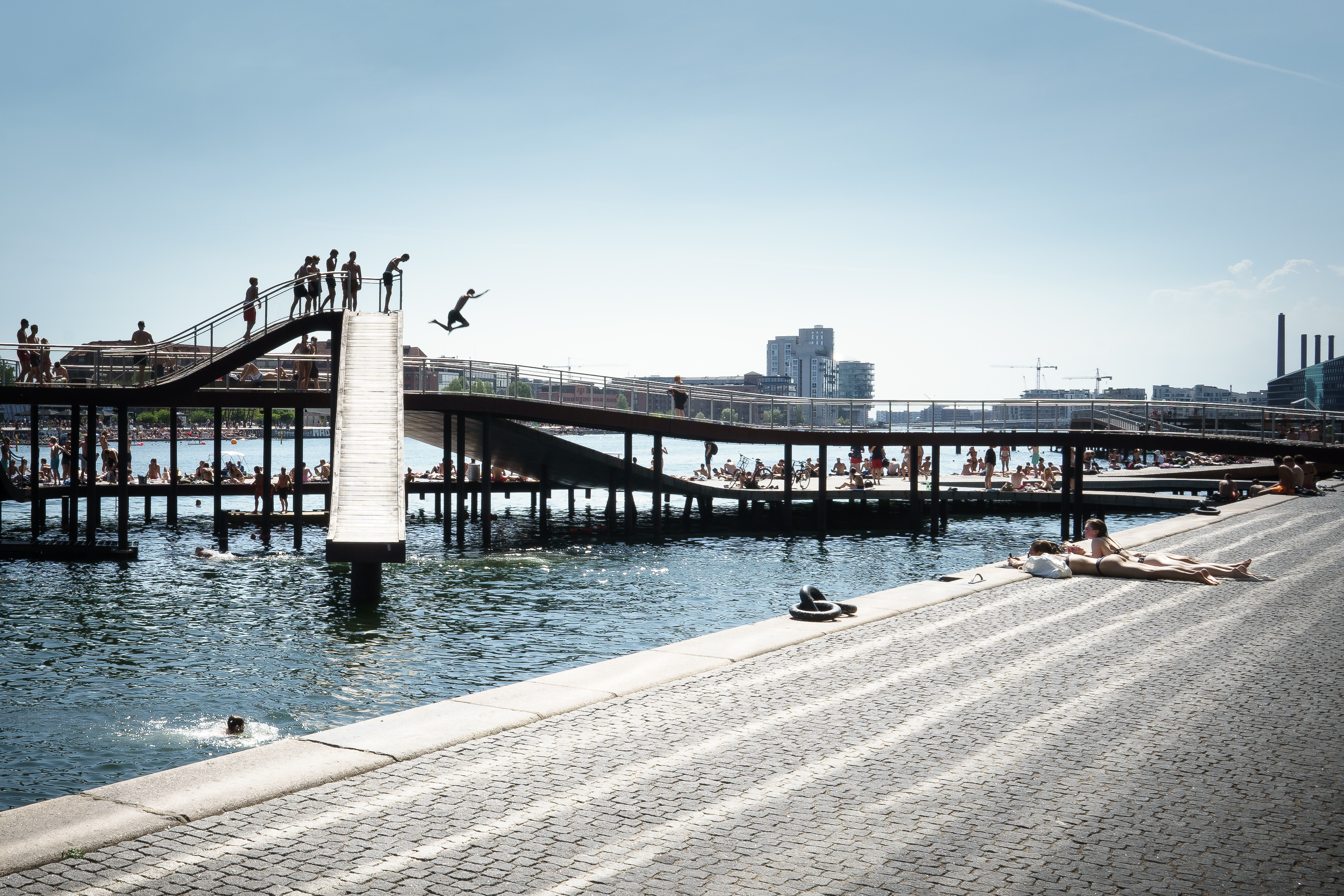
Kalvebod Bølge – Öffentliches Bad im Stadtzentrum

#### Fußball
In Kopenhagen sind die folgenden Fußballvereine der dänischen Superliga zu Hause:
- FC Kopenhagen – unter anderem mehrfacher dänischer Meister (1993, 2001, 2003, 2004, 2006, 2007, 2009, 2010, 2011, 2013, 2016, 2017, 2019, 2022 und 2023), mehrfacher dänischer Pokalsieger (1995, 1997, 2004, 2009, 2012, 2015, 2016 und 2017) und mehrfacher dänischer Supercup-Gewinner (1995, 2001, 2004)[15]

Sowie vor den Toren der Stadt in Brøndby:
- Brøndby IF – unter anderem mehrfacher dänischer Meister (1985, 1987, 1988, 1990, 1991, 1996, 1997, 1998, 2002, 2005 und 2021) und mehrfacher dänischer Pokalsieger (1989, 1994, 1998, 2003, 2005, 2008 und 2018)[16]

#### Triathlon
Seit 2013 wird hier jährlich im August mit dem Ironman Copenhagen ein Triathlon über die Langdistanz (3,86 km Schwimmen, 180,2 km Radfahren und 42,195 km Laufen) ausgetragen.

#### Halbmarathon

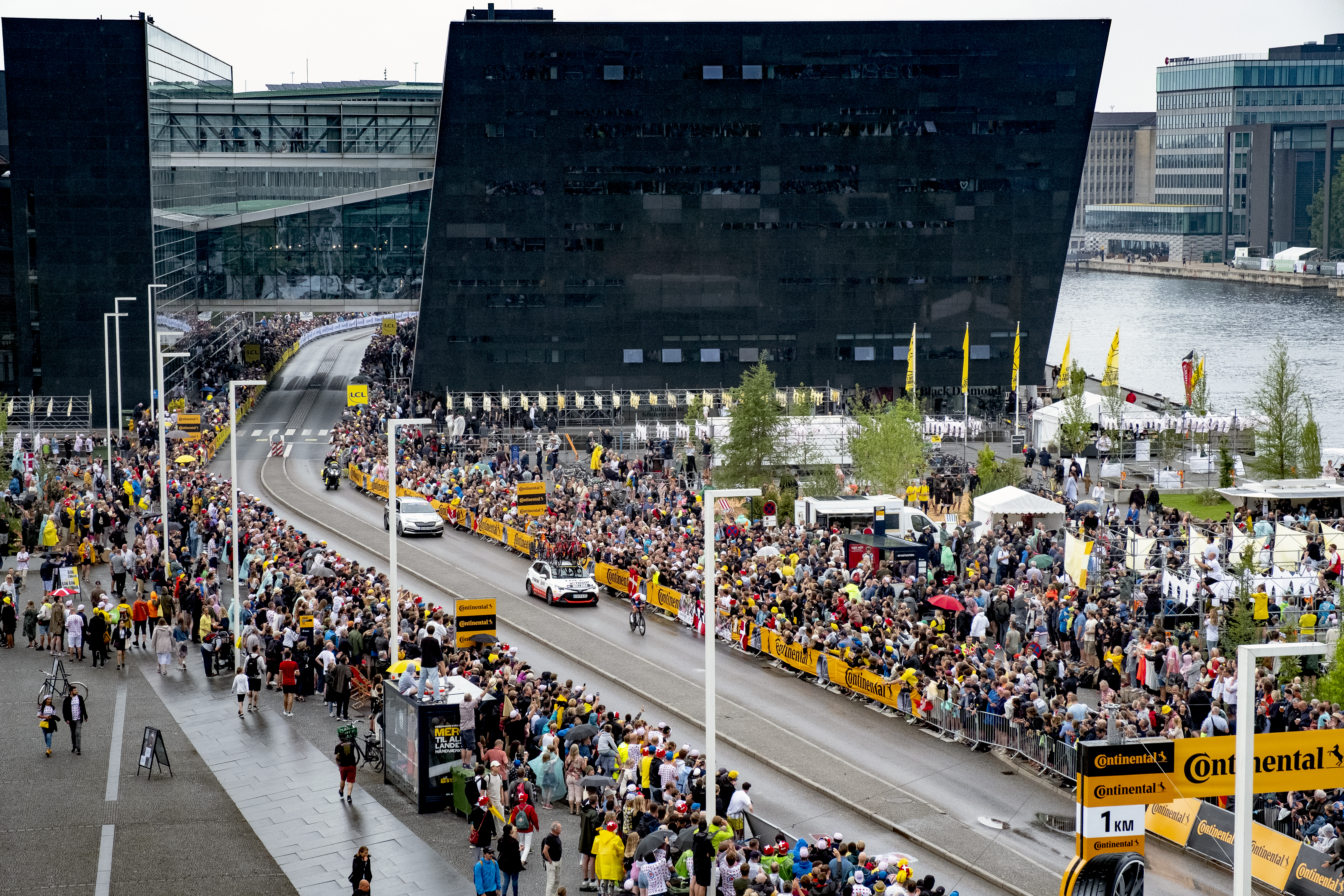
Die Tour de France 2022 in Kopenhagen

Der seit 2010 im September stattfindende Kopenhagener Halbmarathon (CPH Half) zieht etwa 20.000 Läuferinnen und Läufer an und besitzt im Internationalen Leichtathletik-Verband World Athletics den Road Race Gold Label-Status. Die Strecke gilt als eine der schnellsten Halbmarathonstrecken der Welt, und das Feld im Elitelauf ist jeweils hochkarätig besetzt. So wurden bei den Frauen Weltklassezeiten unter 68 Minuten und bei den Männern unter 60 Minuten gelaufen. Im Jahr 2019 lief der Kenianer Geoffrey Kamworor mit 58:01 min einen neuen Weltrekord.

#### Radsport
Im Jahr 1921 fanden in Kopenhagen die ersten UCI-Straßen-Weltmeisterschaften statt. Damals waren bei der Veranstaltung nur Amateursportler zugelassen. Seit dem Jahr 1927, als die Titelkämpfe erstmals auch für Profis ausgetragen wurden, fand die Weltmeisterschaft bereits fünf weitere Mal in der dänischen Hauptstadt und deren anliegenden Regionen statt.
2022 startete mit der 109. Austragung der Tour de France das größte Radrennen der Welt in Kopenhagen. Die 1. Etappe wurde damals im Rahmen eines 13,2 Kilometer langen Einzelzeitfahrens ausgetragen, das durch das Zentrum der Stadt führte.

## Wirtschaft und Infrastruktur
Kopenhagen ist das wirtschaftliche Zentrum Dänemarks. Laut einer Studie aus dem Jahr 2014 erwirtschaftete der Großraum Kopenhagen ein Bruttoinlandsprodukt von 127 Milliarden US-Dollar in Kaufkraftparität. In der Rangliste der wirtschaftsstärksten Metropolregionen weltweit belegte er damit den 106. Platz. Das BIP pro Kopf lag bei 42.220 US-Dollar (KKP).
Die Innenstadt beherbergt wie in fast jeder anderen europäischen Großstadt das Dienstleistungszentrum, Handwerksbetriebe und Industrieanlagen (Maschinen-, Porzellan- und Textilfabriken), die – soweit noch nicht in andere Länder ausgegliedert – größtenteils an den Stadtrand verlegt wurden. Die dänische Hauptstadt gilt als sehr teuer, die Lebenshaltungskosten gehören zu den höchsten in ganz Europa.

### Ansässige Unternehmen

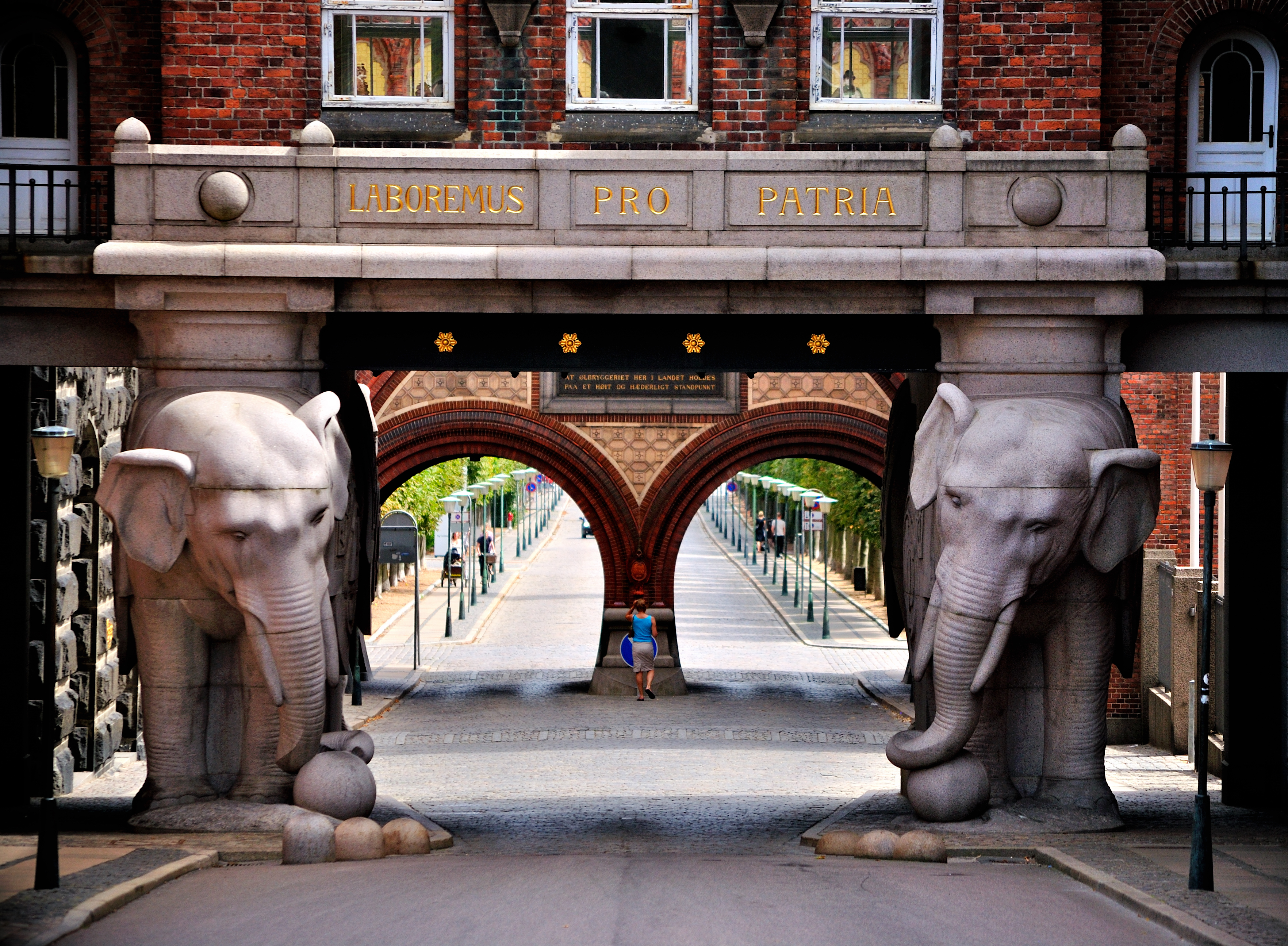
Elefantentor der ehemaligen Carlsberg-Brauerei

Die in Kopenhagen ansässigen namhaften Brauereien Tuborg und Carlsberg (inzwischen zur Carlsberg A/S fusioniert) haben ihre Produktion vollständig in den Standort Fredericia im Südosten Jütlands, am Brückenübergang zur Insel Fünen und somit zentral in Dänemark gelegen, ausgelagert. In Kopenhagen sitzt die weltgrößte Container-Reederei A. P. Møller-Mærsk. Im Stadtteil Bagsværd hat der Pharmakonzern Novo Nordisk, bekannt für seine Enzym- und Insulinproduktion, seinen Stammsitz. Das pharmazeutische Unternehmen Lundbeck und die NKT Holding haben ebenfalls ihren Hauptsitz in Kopenhagen. Auch haben die Firma Secunia (IT-Sicherheitsunternehmen) und die Firma Falck A/S ihren Sitz in Kopenhagen. Auch die nationale Wertpapierbörse, welche als Börse Kopenhagen bekannt ist, hat hier ihren Hauptsitz.

### Start-up village Kopenhagen
Das Start-up village Kopenhagen befindet sich auf 14.000 m², verteilt auf vier benachbarte ehemalige Lagerhäuser und zwei Bürogebäude in Islands Brygge. Es entstand 2014 aus der Zusammenarbeit von Start-up-Unternehmen, dem Founders House und Risikokapitalfonds. Mit mehr als 40 Start-ups und Wachstumsunternehmen und rund 500 Mitarbeitern ist es derzeit der größte Start-up-Hub in den nordischen Ländern (Stand 2019).

### Verkehr
Kopenhagen ist trotz seiner auf das Land bezogenen Randlage der wichtigste Verkehrsknotenpunkt Dänemarks. Auf die Stadt laufen sowohl alle wichtigen Straßen als auch Eisenbahnen sternförmig zu. Über die Schiffsverbindung Vogelfluglinie ist Kopenhagen mit Lübeck und Hamburg, über die Öresundverbindung mit Malmö und Lund verbunden.

#### ÖPNV
S-Bahn und Metro
Kopenhagen und seine Vororte werden durch das S-Bahn-System S-tog erschlossen. Die Linien der S-Bahn führen bis Køge, Høje-Taastrup, Frederikssund, Farum, Hillerød und Klampenborg; daneben verläuft eine Ringlinie um das Zentrum der Stadt.
Dazu kommt die 2002 eröffnete Metro Kopenhagen, deren Züge vollautomatisch fahren, also ohne U-Bahn-Fahrer. Die erste Linie verläuft von Vanløse im Westen über Frederiksberg und den Bahnhof Nørreport nach Christianshavn, wo sie sich in einen Streckenast nach Vestamager im Süden und einen in Richtung des Flughafens Kastrup im Südosten aufteilt. Am 29. September 2019 wurde mit dem Cityringen eine dritte Linie in Betrieb genommen, welche die öffentlichen Verkehrsmittel rund um das Stadtzentrum ergänzt. Seit 2020 verkehrt die Linie M4 auf einem Teil des Cityringen und einer Stichstrecke nach Orientkaj im Nordosten.[veraltet]
Straßenbahn, Busverkehr und Hafenbus
Vom 22. Oktober 1863 bis zum 22. April 1972 besaß Kopenhagen ein ausgedehntes Straßenbahnnetz, das 1953 mit 19 Linien seine größte Ausdehnung erreichte. Erster städtischer Betreiber der Kopenhagener Straßenbahn war die Københavns Sporsveje (KS). Nach der Schließung wurden fast 100 Duewag-Gelenktriebwagen an die Straßenbahn Alexandria verkauft. Einige Wagen kamen ins Straßenbahnmuseum Skjoldenæsholm auf Mittel-Seeland, wo auch touristische Fahrten mit alten Bahnen angeboten werden.
Das älteste Nahverkehrsmittel Kopenhagens ist der Omnibus. Die Bedeutung des hauptstädtischen Busverkehrs nahm allerdings erst nach der Stilllegung des Straßenbahnnetzes 1972 zu. In der Gegenwart besteht im Stadtgebiet und Umland ein verzweigtes System von Buslinien der Movia unterschiedlicher Geschwindigkeit, Verfügbarkeit und Taktfolge. Zum System gehören auch drei Linien mit Havnebussen, einem Passagierboot, die von Arriva mit Booten des Typs Damen Ferry 2306 E3 betrieben werden. Im Innenhafen verbindet der Hafenbus unter anderem die Königliche Oper (Operaen) auf der Insel Holmen mit der Altstadt.

#### Radverkehr

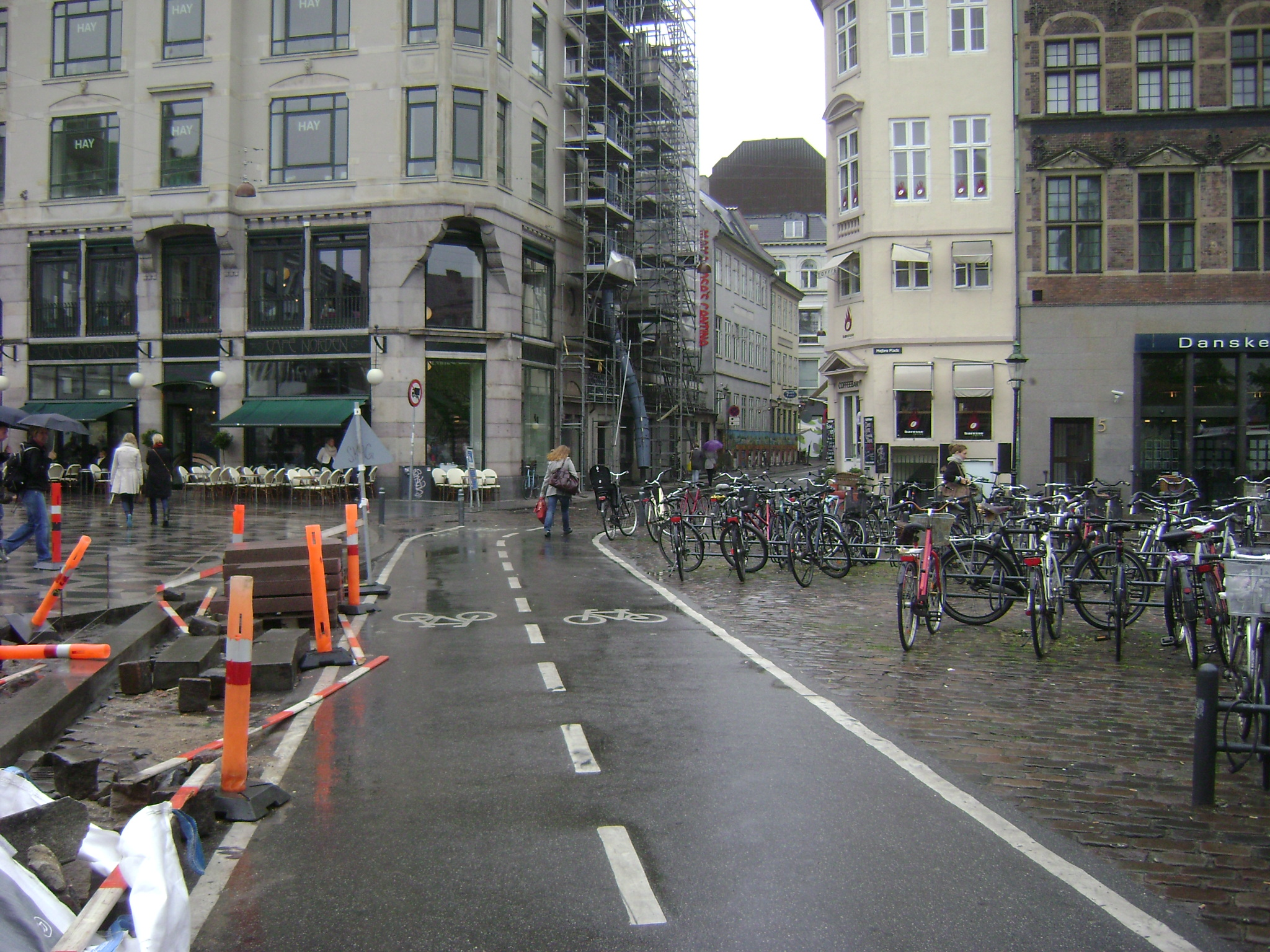
Radinfrastruktur im Zentrum

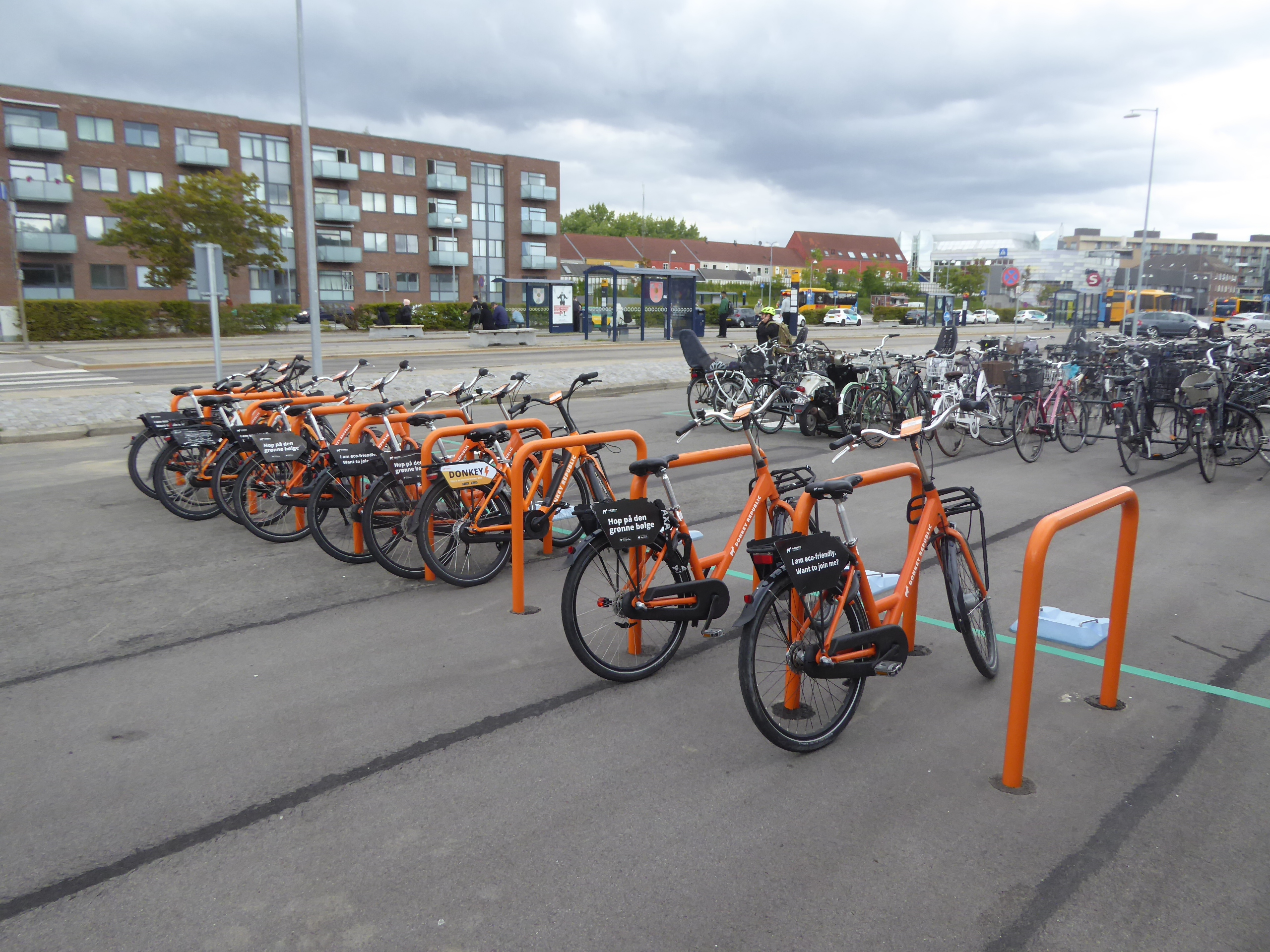
Citybikes (Bycykler)

Der Radverkehr hat einen wichtigen Stellenwert in der Stadt. In nahezu jeder wichtigen Straße gibt es eigene Radwege oder Radfahrstreifen, die von der Fahrbahn getrennt geführt werden. Der Anteil des Radverkehrs am gesamten Verkehrsaufkommen der Stadt ist mit 65 % der Pendler im Vergleich zu anderen europäischen Großstädten außerordentlich hoch (Wien: 13 %, Berlin: 35 %). Täglich werden in Kopenhagen 1,3 Millionen Kilometer mit dem Fahrrad zurückgelegt.
Von Stadt- und Verkehrsplanern und Vertretern von Radfahr-Lobby-Verbänden aus der ganzen Welt wird Kopenhagen immer wieder als vorbildliches Beispiel für die Bevorzugung des Radverkehrs genannt.
Nach unabhängigen Städtetests mit unterschiedlichen Methoden und Kriterien war Kopenhagen 2009 bis 2013 entweder die fahrradfreundlichste (große Groß‑)Stadt der Welt, Nummer 2 nach Amsterdam oder Nummer 3 nach Amsterdam und Portland. Nach einem politischen Beschluss von 2011 bestand die Zielsetzung, bis Ende 2015 die weltbeste Fahrradstadt zu werden, was auch erreicht wurde.
Für die Umgestaltung von Städten mit besonderer Bevorzugung des Radverkehrs hat sich im Englischen bereits das Wort copenhagenize (dt. „Kopenhagenisierung“) eingebürgert.
Dänemarks erster cykelsupersti (etwa: Fahrrad-Super-Pfad, deutscher Fachbegriff: Radschnellweg) C99 von Albertslund nach Kopenhagen wurde am 14. April 2012 eingeweiht. Er ist 17,5 km lang und wurde mit wenigen Stopps weitgehend abseits vom Autoverkehr gebaut. Er enthält einige neue Wege, kleine Brücken und Unterführungen. Bis 2021 sollen 15 Routen gebaut worden sein, insgesamt sind 45 Radschnellwege geplant.
Eine besondere Bedeutung nimmt Den Grønne Sti (dt. der grüne Pfad) ein, eine Fahrradstraße, die über mehrere Kilometer durch Kopenhagen verläuft und in der Nachbarstadt Frederiksberg endet.
Außerdem gab es bis 2012 von Frühling bis Herbst ein Fahrradverleihsystem mit insgesamt circa 100 Stationen, an denen man kostenlos Fahrräder ausleihen konnte. Diese sogenannten Citybikes (Bycykler) erhielt man gegen ein Pfand von 20 Kronen, die man nach dem Einkaufswagenprinzip einsteckte und zurückerhielt, wenn man das Fahrrad wieder an eine der Stationen zurückstellte (siehe auch Helsinki City Bike). Die Fahrräder durften nur in der Innenstadt benutzt werden. Im Winter wurden sie von Häftlingen in einem Gefängnis gewartet. Dieses Projekt wurde Ende 2012 eingestellt, auch weil häufig keine Räder an den Stationen verfügbar waren. Ein neues, sehr modernes System namens goBike wurde 2013 eingerichtet. Die Räder haben einen zuschaltbaren Elektromotor und einen eingebauten Tablet-PC, unter anderem zur Orientierung. Im Vergleich zu anderen Leihradsystemen in Paris oder Hamburg ist die Nutzung geringer als erwartet, vermutlich wegen der hohen Tarife.

#### Schienenverkehr

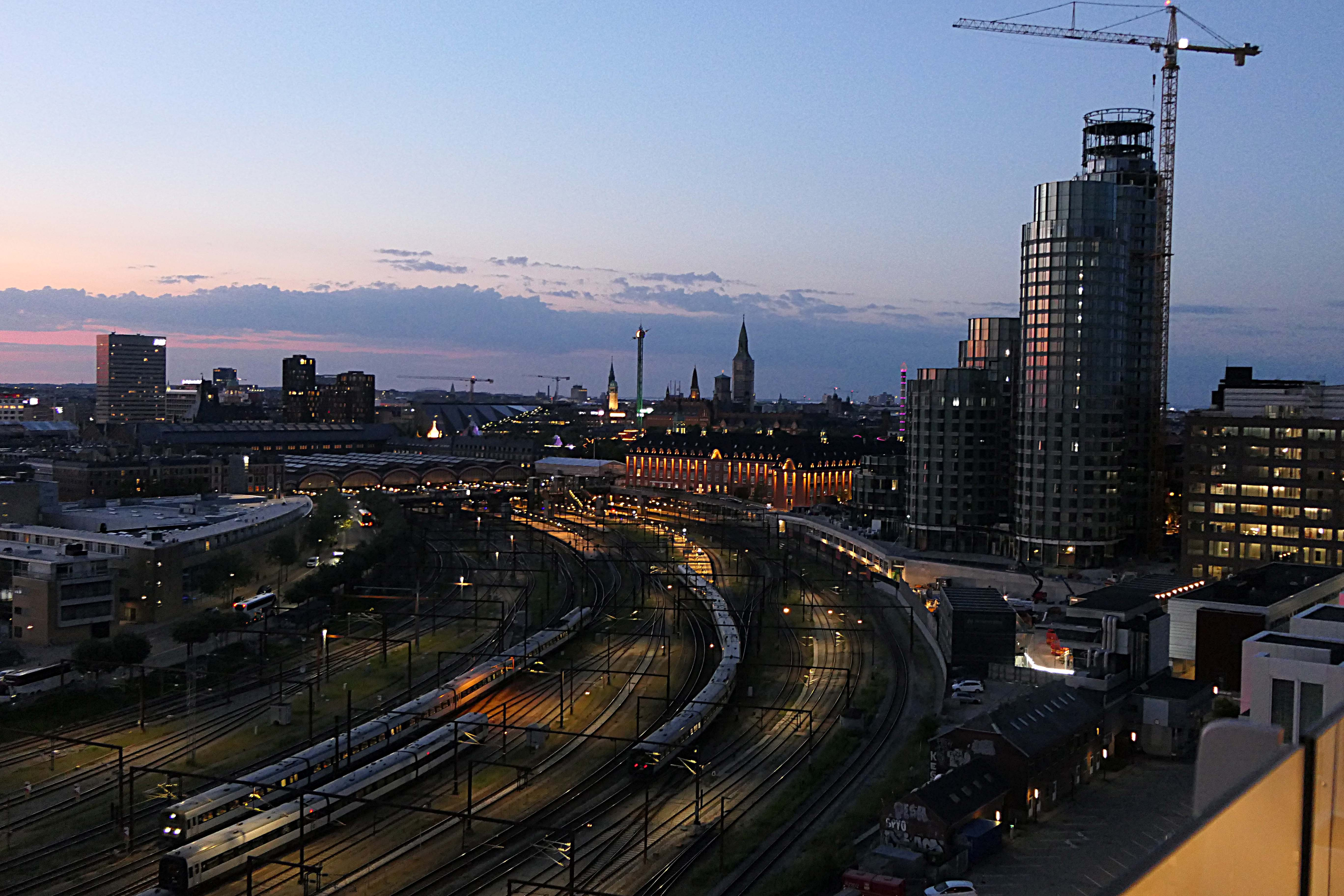
Hauptbahnhof Kopenhagen und Innenstadt

Wichtigster Bahnhof ist Københavns Hovedbanegård südwestlich der Innenstadt. Von hier aus bestehen internationale Bahnverbindungen nach Schweden und Deutschland.

#### Luftverkehr

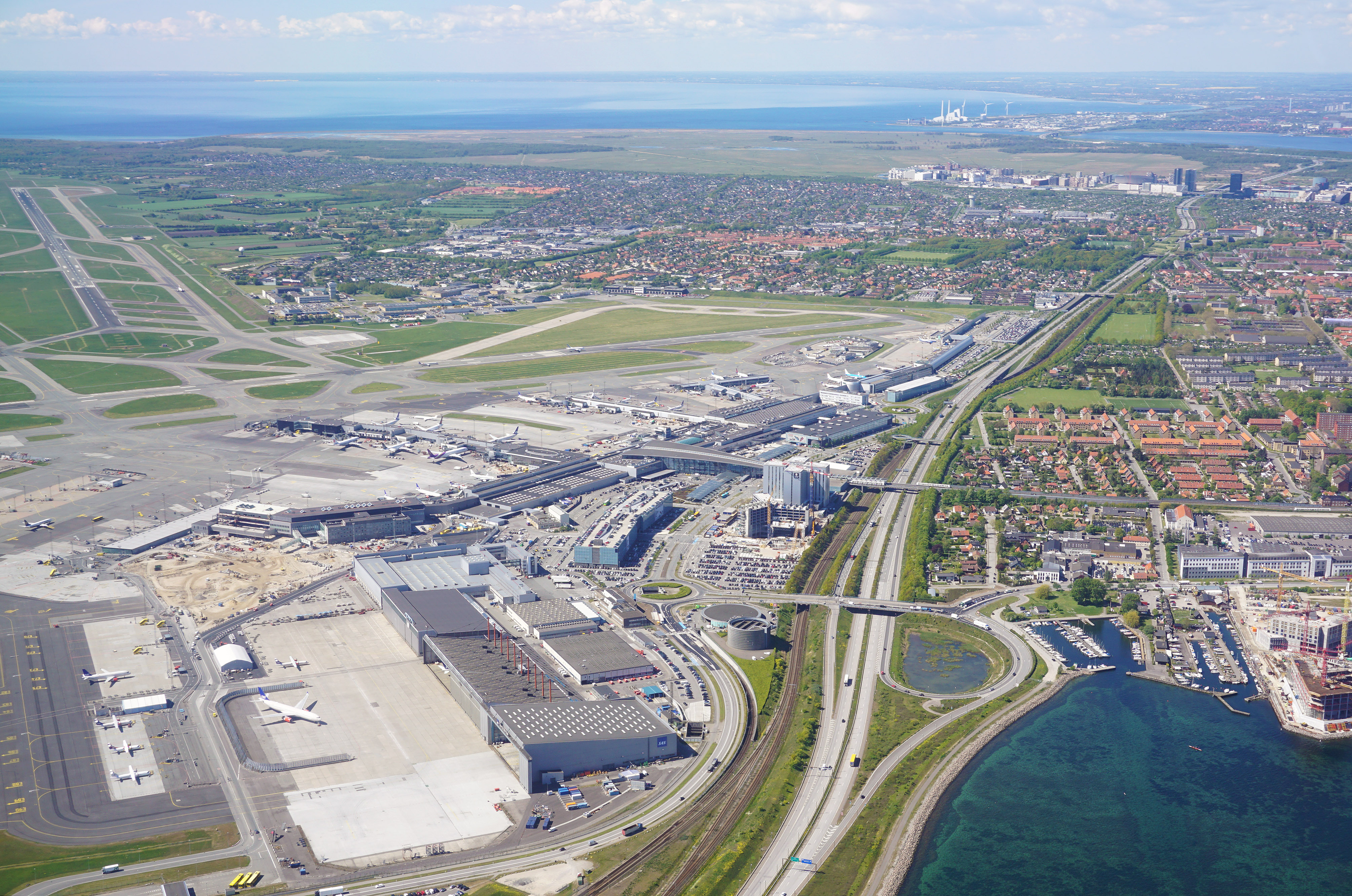
Der internationale Flughafen von Kopenhagen

In Kastrup befindet sich der internationale Flughafen von Kopenhagen mit Direktverbindungen zu vier Kontinenten. Es gibt einen eigenen Bahnanschluss, der unter anderen von den Zügen nach Malmö bedient wird, bevor sie die Öresundbrücke überqueren.

#### Öresundbrücke
Die Verbindung mit Malmö wird seit 2000 von der Öresundverbindung hergestellt. Über diese verkehren sowohl die Öresundzüge, die für die beiden nationalen Strom- und Signalsysteme eingerichtet sind, als auch Autos auf einer vierspurigen Autobahn. Früher fuhren nach Malmö Fähren und Tragflügelboote.

#### Seeverkehr

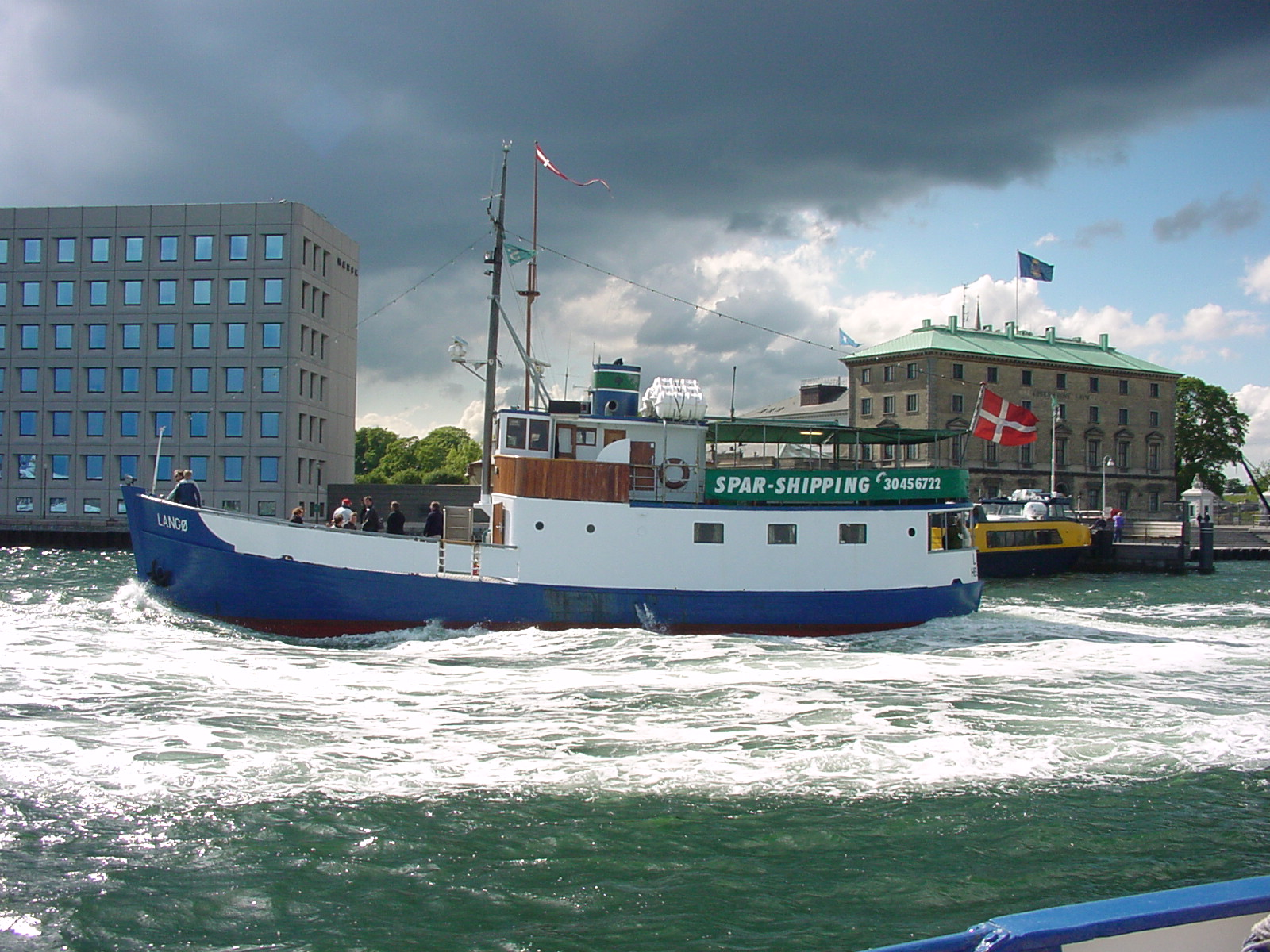
Der Hafen

Kopenhagen ist per (Auto-)Fähre aus Polen (Swinemünde) und Oslo zu erreichen. Ein neuer Schiffsterminal im Nordhafen (Nordhavn) bedient sowohl Linien- als Kreuzfahrtschiffe. Die herkömmliche Route nach Bornholm wurde 2005 zum Hafen Køge verlegt.
Im Sommer kann mit einem der vielen Rundfahrtboote Stadt und Hafen besichtigt und zum ehemaligen Seefort Trekroner oder zur Insel Hven im Öresund gefahren werden.

### Energieversorgung
Kopenhagen wird von mehreren Heizkraftwerken (u. a. dem Kraftwerk Amager) mit Strom und Fernwärme versorgt. Nach einer 2018 erschienenen Review-Studie gilt die Energieversorgung der Stadt als die wahrscheinlich am besten konzipierte der Welt. Sie ist sektorenübergreifend gestaltet und vernetzt Stromerzeugung, Fernwärme, Erdgas, Fernkälte und Müllverbrennung in einem integrierten System. Das Fernwärmenetz besteht seit 1984 und versorgt etwa 270.000 Haushalte bzw. 90 % der Einwohner Kopenhagens. Gespeist wird es von einer Reihe fossil und biogen befeuerter Heizkraftwerke sowie durch geothermische Energie. Die Stadt strebt an, bis zum Jahr 2025 die erste CO2-neutrale Stadt der Welt zu werden, wobei sie neben Energieeffizienzsteigerungen insbesondere auf den Umstieg von fossilen auf erneuerbare Energieträger wie Biomasse, Windenergie, Solarenergie und Geothermie setzt.

### Medien
- Danmarks Radio, in Ørestad
- JP/Politikens Hus, Herausgeber der Tageszeitungen Ekstra Bladet, Politiken (beide in Kopenhagen) und Jyllands-Posten (in Aarhus-Viby) und mehrerer Internet-Angebote.
- Berlingske Media, Herausgeber der Tageszeitungen Berlingske Tidende, B.T. und ErhvervsBladet sowie der Wochenzeitung Weekendavisen. Mehrheitseigner mehrerer Zeitungsverlage in ganz Dänemark und Teil der Mecom Group.
- Dagbladet Information, linksliberale Tageszeitung.
- Kristeligt Dagblad, christliche Tageszeitung.
- TV 2, ein Public-Service-Fernsehsender aus Odense, hat seinen Zweitsitz in Kopenhagen.

### Bildung

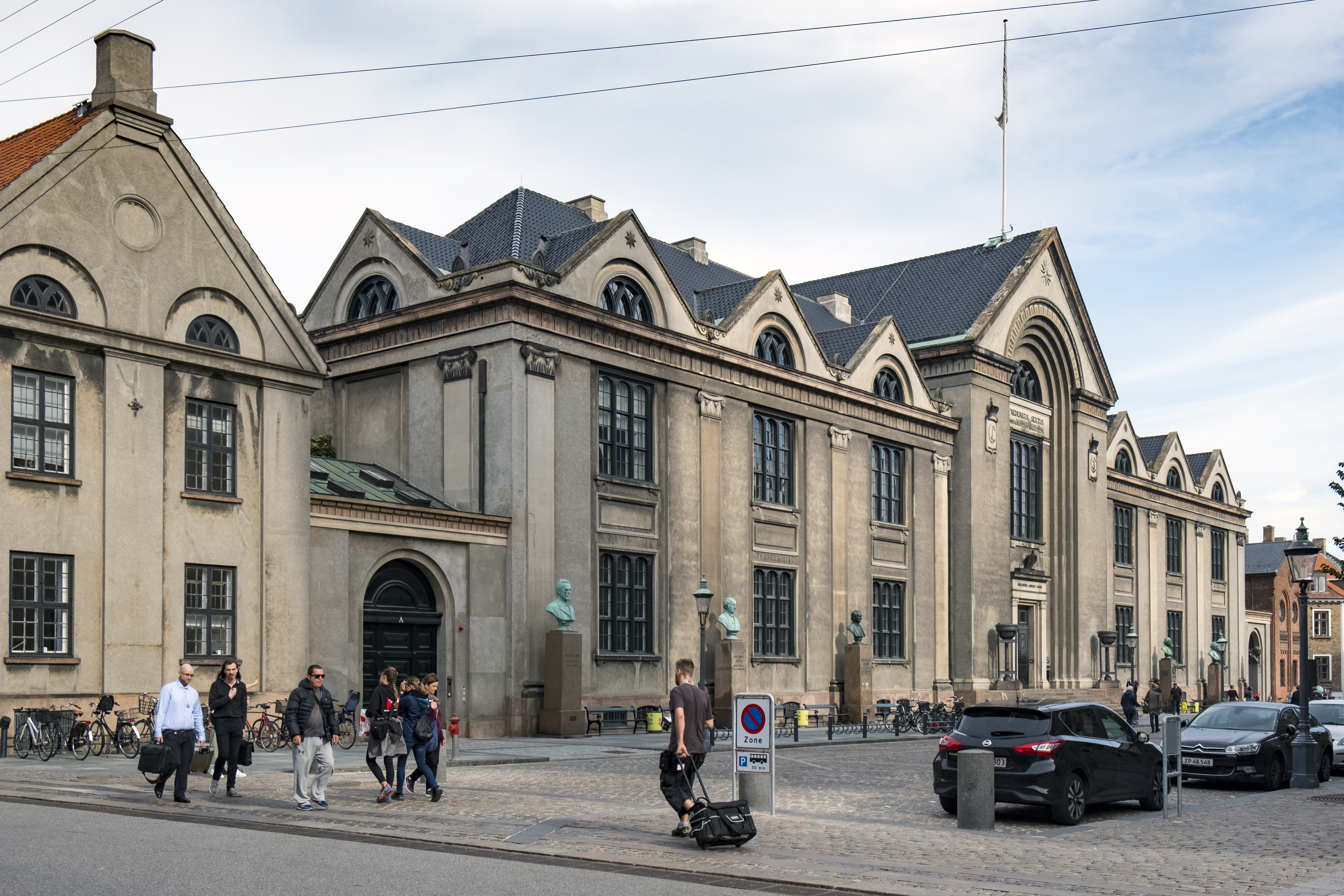
Universität Kopenhagen, Campus in der Innenstadt

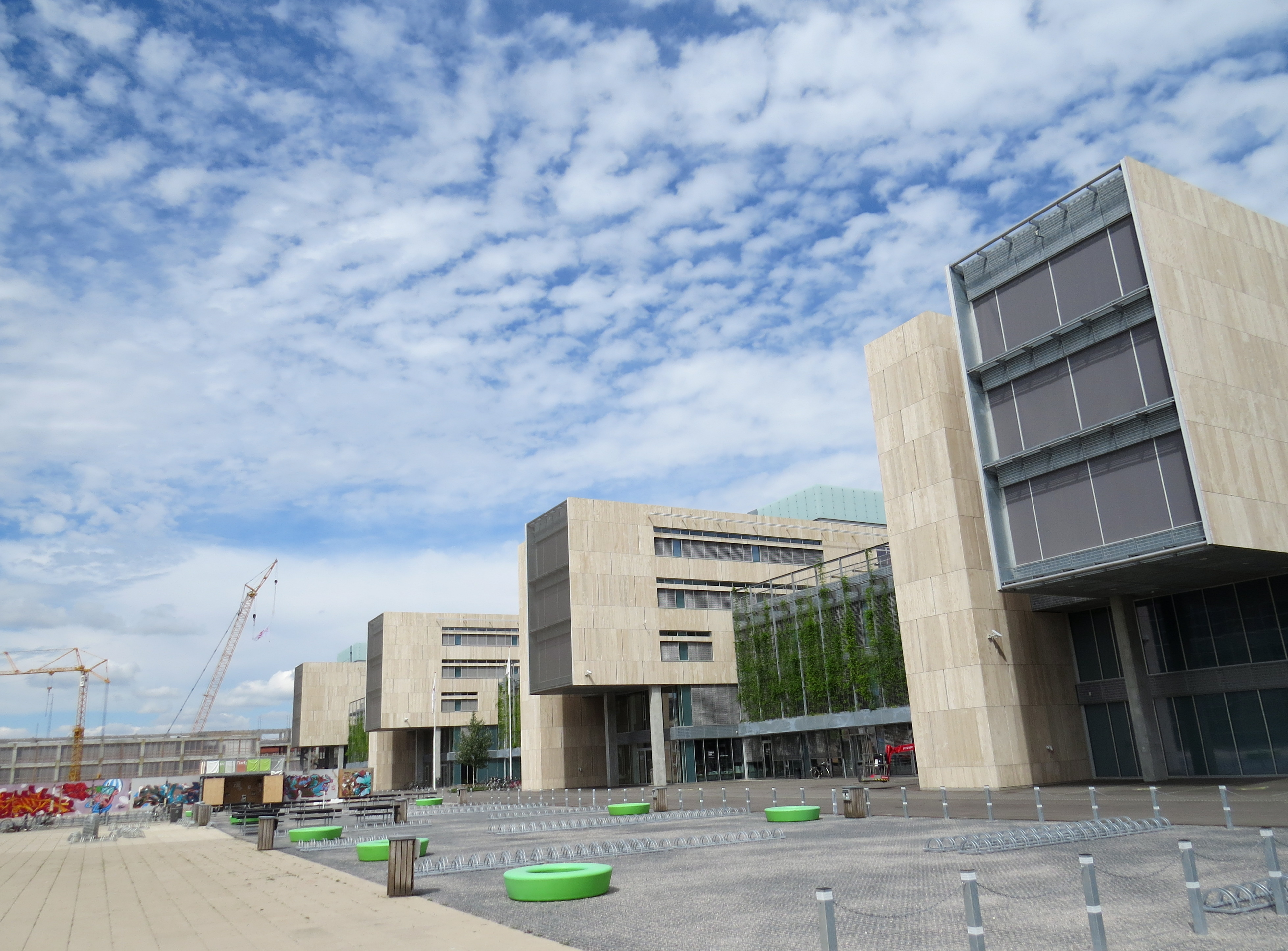
Universität Kopenhagen, Campus auf Amager

In Kopenhagen und im Großraum gibt es:
- Universität Kopenhagen: 1479 gegründet
- Königliche Bibliotheksschule Dänemarks mit der Dänischen Königlichen Bibliothek, ist zugleich National- und Universitätsbibliothek
- Professionshøjskolen Metropol (Gesundheitswesen und Soziale Dienstleistungen)
- Hochschule für bildende Kunst und Architektur
- Handelshochschule Kopenhagen (Copenhagen Business School)
- Dänemarks Technische Universität
- IT-Universität Kopenhagen: ITU, seit 1999
- Pädagogische Universität Dänemarks
- Rytmisk Musikkonservatorium (Rhythmisches Musikkonservatorium) und das Königlich Dänische Musikkonservatorium
- Staatliche Theaterschule Kopenhagen
- Schule für modernen Tanz Kopenhagen
- Den Danske Filmskole Kopenhagen
- Dänische Designschule Kopenhagen
- Ingenieurhochschule Kopenhagen: seit 1881
- Königlich Dänische Kunstakademie
- Königlich Dänische Akademie der Wissenschaften
- Deutsche Schule St. Petri Kopenhagen
- Det ridderlige Akademi (1691–1710)

### Friedhöfe
- Vestre Kirkegård mit Deutsche Kriegsgräberstätte Kopenhagen West (Vestre Kirkegård)
- Bispebjerg Kirkegård mit Deutsche Kriegsgräberstätte Kopenhagen Bispebjerg